# Рівне
Рі́вне (МФА: [ˈriŭnɛ] ( прослухати)) — місто в Україні, обласний центр Рівненської області, адміністративний центр Рівненського району та Рівненської міської громади. Машинобудування, хімічна (ПАТ «Рівне-Азот»), легка, харчова промисловість, торфова промисловість. Три виші, два театри. Історико-краєзнавчий музей. Успенська дерев'яна церква (XVIII ст.).
Відоме з 1283 року. Магдебурзьке право з 1492 року. Перша письмова згадка про Рівне у статусі міста — 1496 рік, у Волинському короткому літописі.

## Географія

### Основна характеристика
Площа Рівного складає 71 км², густота населення — 3913 осіб/км². Знаходиться у північно-західній частині України.
Місто розташоване на річці Устя. Через місто проходять автошляхи Київ — Житомир — Рівне — Дубно — Львів — Чоп (М06, частина E40), Рівне — Луцьк — Устилуг (Н22) і Старокостянтинів — Острог — Здолбунів — Рівне — Сарни — Житковичі (Білорусь) (Н25).

### Клімат
Місто знаходиться у зоні помірного клімату. Найтепліший місяць — липень із середньою температурою 17,8 °C. Найхолодніший місяць — січень, із середньою температурою −3,9 °С.
| Клімат Рівного          | Клімат Рівного | Клімат Рівного | Клімат Рівного | Клімат Рівного | Клімат Рівного | Клімат Рівного | Клімат Рівного | Клімат Рівного | Клімат Рівного | Клімат Рівного | Клімат Рівного | Клімат Рівного | Клімат Рівного |
| Показник                | Січ.           | Лют.           | Бер.           | Квіт.          | Трав.          | Черв.          | Лип.           | Серп.          | Вер.           | Жовт.          | Лист.          | Груд.          | Рік            |
| Абсолютний максимум, °C | 11             | 16             | 22             | 23             | 30             | 31             | 38             | 31             | 30             | 23             | 15             | 11             | 38             |
| Середній максимум, °C   | −1             | −1             | 4              | 11             | 18             | 20             | 22             | 22             | 17             | 11             | 3              | 0              | 10             |
| Середня температура, °C | −3             | −3             | 1              | 7              | 13             | 16             | 17             | 17             | 13             | 7              | 2              | −1             | 7              |
| Середній мінімум, °C    | −6             | −6             | −1             | 3              | 8              | 11             | 12             | 12             | 9              | 4              | 0              | −3             | 3              |
| Абсолютний мінімум, °C  | −31            | −26            | −21            | −5             | −1             | 2              | 6              | 2              | −2             | −10            | −16            | −22            | −31            |
| Норма опадів, мм        | 20             | 20             | 20             | 30             | 50             | 70             | 70             | 60             | 40             | 30             | 40             | 30             | 560            |
| ----------------------- | -------------- | -------------- | -------------- | -------------- | -------------- | -------------- | -------------- | -------------- | -------------- | -------------- | -------------- | -------------- | -------------- |
| Джерело: Weatherbase    |                |                |                |                |                |                |                |                |                |                |                |                |                |

## Історія

### Заснування та Галицько-Волинське князівство

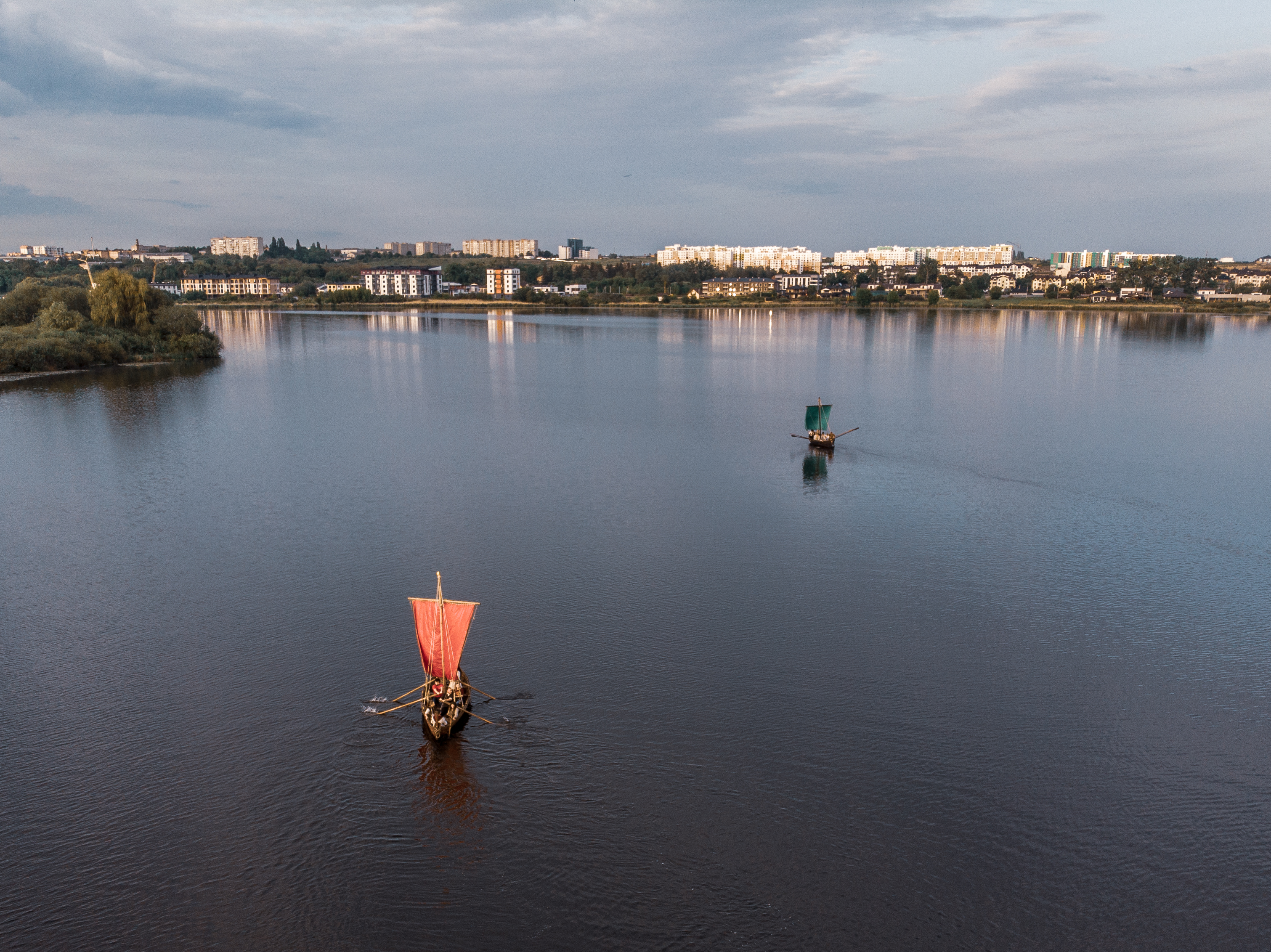
басів кут

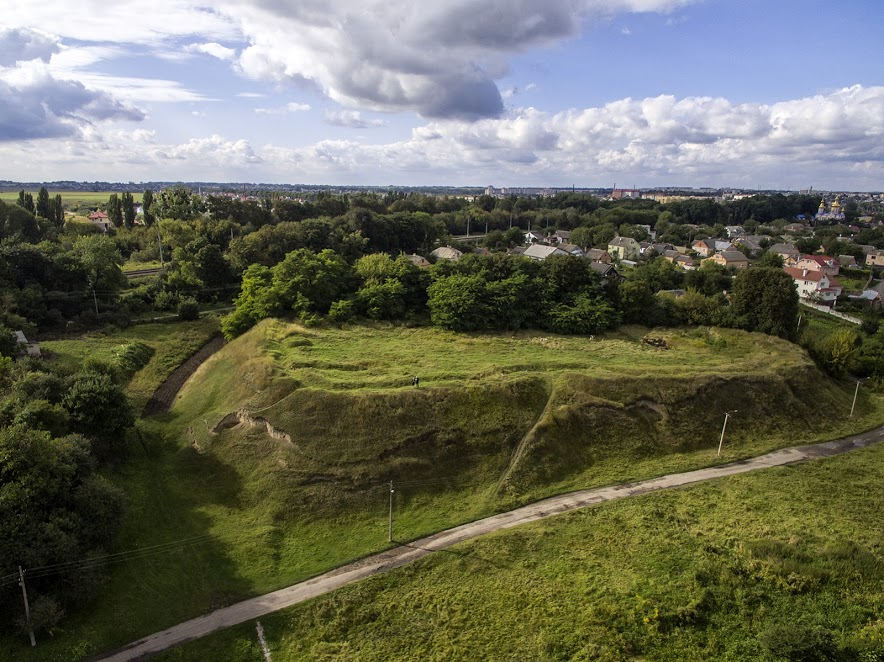
Басівкутське городище (Давньоруське)

Археологічні знахідки доводять, що люди жили на сучасній території Рівного ще з давніх часів: свідчення про перші поселення на околицях міста біля сучасного села Бармаки починаються від XIII ст. до н. е.; V ст. до н. е. — поселення найдавніших рільників на правому березі р. Устя біля сучасного Басівкутського водосховища; VI—IX століття н. е. — поселення ранніх слов'ян на північ від сучасного села Бармаки; X—XII століття — поблизу ріки Устя закладено фортецю Київської Русі. Рівне на східних рубежах свого князівства збудував волинський князь Володимир Василькович, племінник Данила Галицького. Перша писемна згадка про Рівне (1283 рік) як про один із населених пунктів Галицько-Волинського князівства в польській хроніці «Rocznik kapituły krakowskiej». Однак, деякі розкопки можуть свідчити про те, що Рівне є стародавнім українським містом, адже, за твердженням цих дослідників, Рівне на 250 років старше: під час досліджень місцеві науковці відшукали будівлі, керамічний посуд, залишки зброї та будівель, датованих X століттям.

### Велике князівство Литовське, Руське, Жемантійське
У 1340 році, майже на два століття, місто у складі Волині переходить до складу Великого князівство Литовського, Руського, Жемантійського. Адміністративна територія Волині була поділена на три староства. Територія нинішньої Рівненської області, а в її складі і Рівного, відійшла до Луцького староства. У 1434 році, відповідно до грамоти литовського князя Свидригайла (Свидригелла) Ольгердовича Рівне передається у володіння луцьких шляхтичів Дичків. У 1461 Івашко Дичко продає Рівне «за 300 кіп широких грошів чеської лічби» князю Семену Васильовичу Несвицькому, представнику русько-литовської династії Ґедиміновичів. У 1479 році, після смерті князя Несвицького Рівне стало власністю його дружини Марії Несвицької, яка стала іменувати себе княгинею Рівненською. У 1481 році на одному з насипних островів річки Усті, княгинею Марією збудовано замок із дубових колод, який обнесено оборонними ровами. У 1492 великий князь литовський Казимир IV Ягеллончик, польський король Сигізмунд I Старий надали містечку магдебурзьке право. 21 грудня (31 грудня) 1500 — в Бересті Олександр Ягелончик для княгині Марії Рівненської надав для замку її Ровноє, привілей на щорічний ярмарок на свято Семена Літопроводця. У липні 1507 року король Сигізмунд І Старий королівською грамотою надає княгині Марії право вічного володіння замком та містом. 1508 року замок зруйновується пожежею, розпочато будівництво нового замку. У 1518 році, після смерті княгині Несвицької Рівне переходить у власність князів Острозьких.
У 1521 році Рівне з околицями та ближніми селами відходить до Іллі Острозького. У 1538 році він одружується з позашлюбною донькою короля Сиґізмунда І Старого Беатою Косьцелецькою. У 1539 році після смерті Іллі Острозького Рівне «під заклад» переходить у спадщину Беаті Косьцелецькій. У 1548 княгиня Острозька (Косьцелецька) надає кошти на побудову костелу у Рівному. У 1554 на географічній карті Європи фламандського картографа Герарда Меркатора (1512—1594) серед 29 населених пунктів Волині позначене місто Рівне. У 1556 році у Рівному з'являються перші поселення єврейських родин, які займаються переважно торговельними справами. У 1563 — Рівне згадується у вересневих переговорах московського царя Івана IV (1530—1584) з послами польського короля Сигізмунда-Августа (1520—1572) про повернення Московському царству захоплених Литвою міст. У 1565 році місто переходить у власність Альбрехта Ласького. У 1565—1575 роках відбувається судова тяганина за право володіння містом; часті пограбування Рівного.

### Річ Посполита

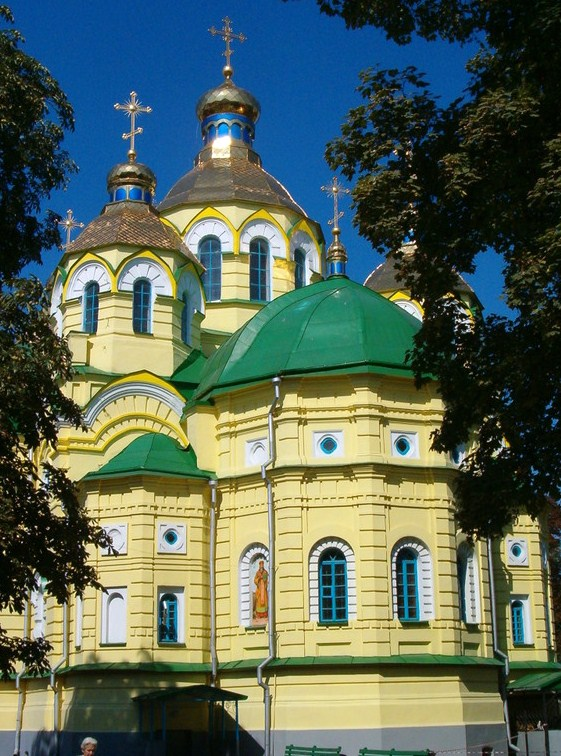
Свято-Воскресенський собор у Рівному

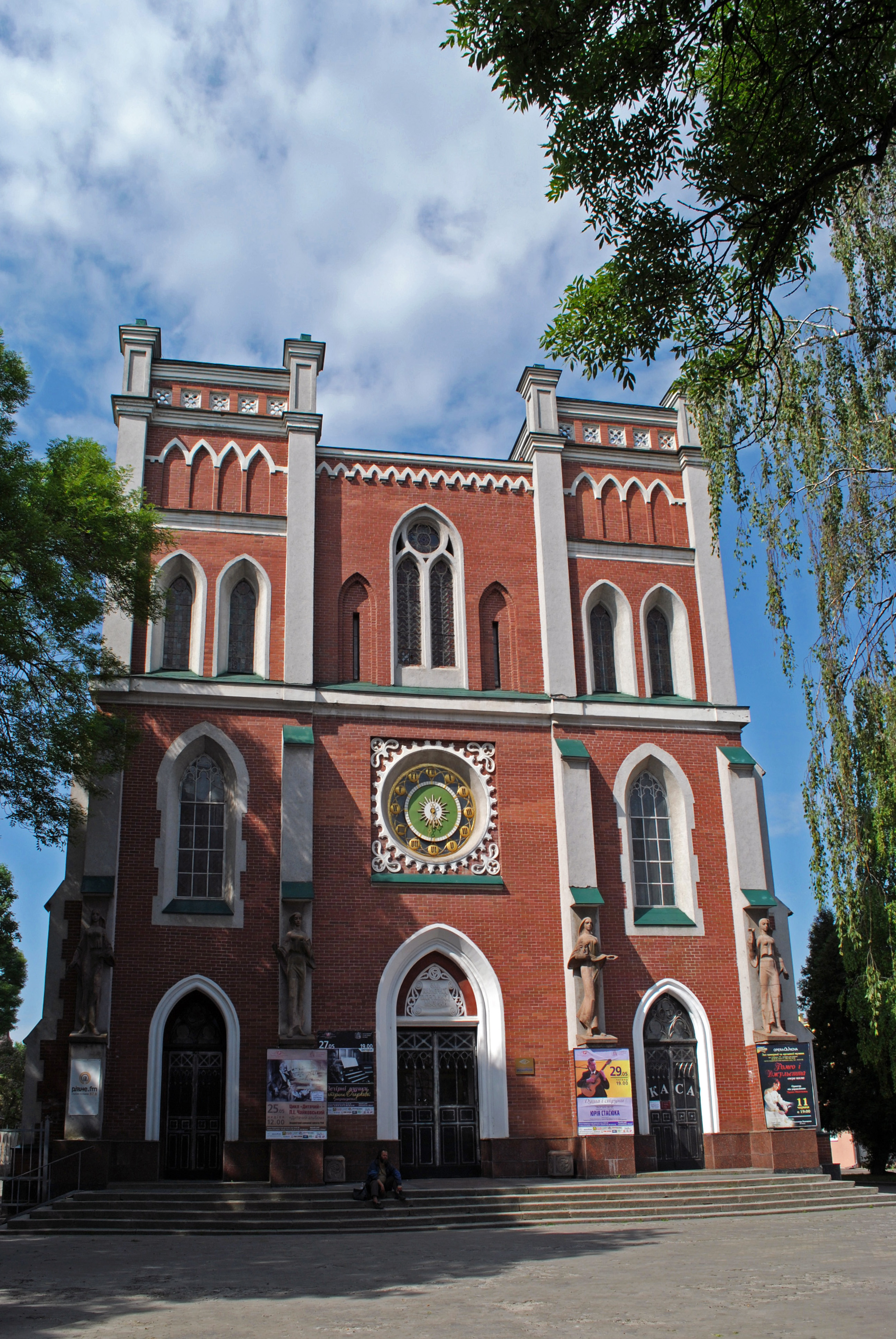
Костел, 1858

У 1569 році за Люблінською унією Рівне підпорядковується Луцькому повіту. Знищення міста татарами, спалення церкви та костелу. У 1574 році королівською грамотою місто знову проголошене володінням князя Костянтина Острозького. У 1575 році за свідченням німецького історика і географа А. Гушинґа, у місті налічується 543 будинки. У 1583 році з'являється перша згадка про річку Устю (інша назва — Оствиця). У 1606 році Анна Острозька (вдова Олександра Острозького) надає кошти на відбудову костелу. У 1614 році над містом влітку пронеслася велика буря, під час якої, за свідченнями, «людей носило поверх дерев, інших мертвих знаходили у різних місцях». У 1617—1619 роках відбуваються татарські набіги та спалення замку. У 1620 році як посаг місто переходить до рук князя Томаша Замойського (1594—1638); в Рівному налічується понад 200 будинків. У 1621 році містом володіє донька князя Олександра Острозького Катерина, дружина Т. Замойського. У 1624 році пожежа в Рівному нищить майже все місто. У 1625 відбувається підготовка угоди Речі Посполитої з козаками Запорозької Січі в Рівненському замку Томаша Замойського. У 1629 складено акт із достеменним описом міста, де зафіксовано, що в Рівному є 505 будинків, 10 вулиць (Замкова, Шкільна, Дубенська, Литовська та ін.) і проживає понад 3 тисячі мешканців (у Києві в той час було 18 тисяч мешканців). У 1634 році король надає привілеї місту на проведення ярмарку. У 1636 з'являється перше свідчення про написання у місті літературного твору. Це вірш «Лямент о утрапеню мещан острозких», присвячений українському митрополиту Петру Могилі (1596—1647), підписаний криптонімом «М. Н.». У 1637 проходить облаштування першого в місті шпиталю на кошти Томаша Замойського. У 1640 році відбувається спустошення Рівного татарами. На документах, датованих 15 липня 1642 року, зберігся відтиск печатки міста. 29 листопада 1642 року у місті Красностав було складено лист на дарування маєтків (1/3 спадку від матері Катерини Острозької) Гризельдою Вишневецькою для свого рідного брата Яна Замойського. Серед цих маєтностей була Рівненська волость до якої входило місто Рівне, Рівненський Замок та інші навколишні села та фільварки. У 1648 відбувається козацько-польська війна на Волині та спустошення Рівного загоном Колодки. Влітку 1651 року Рівненщина стає центром визвольної боротьби українців під проводом Богдана Хмельницького. 1666 року Гризельда Вишневецька та Станіслав Конєцпольський віддають Рівне у заставу Олександру Цетнеру за 80 000 злотих. 9 лютого 1667 за Андрусівським миром місто знову переходить під владу Польщі. У 1667 відбувається великий мор у Рівному, загинуло 1600 осіб. У 1680 році відбувається спустошення Рівного загоном українських козаків. 1691 року стається пожежа, внаслідок якої місто було майже повністю знищене.

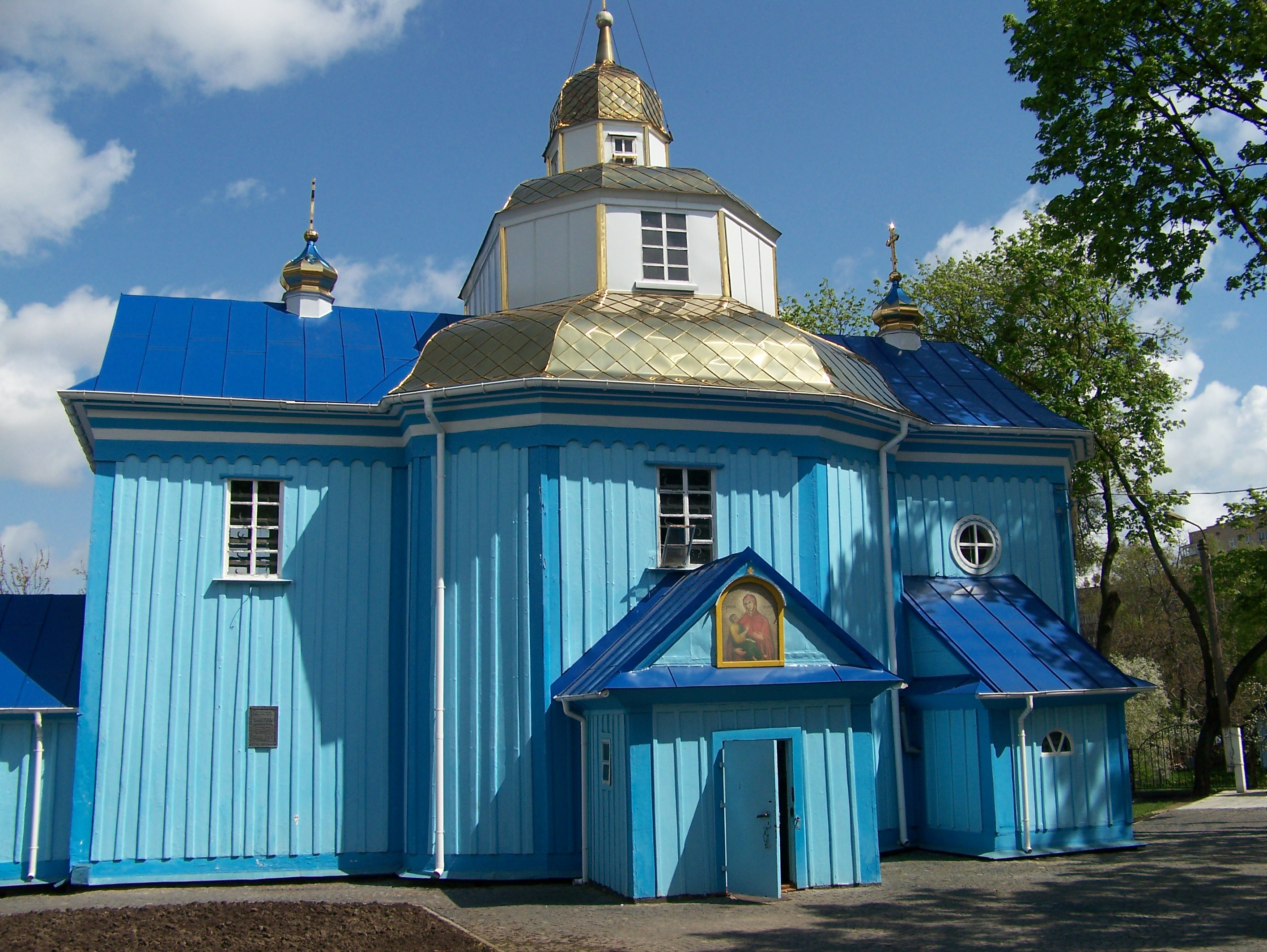
Успенська Церква та Дзвіниця

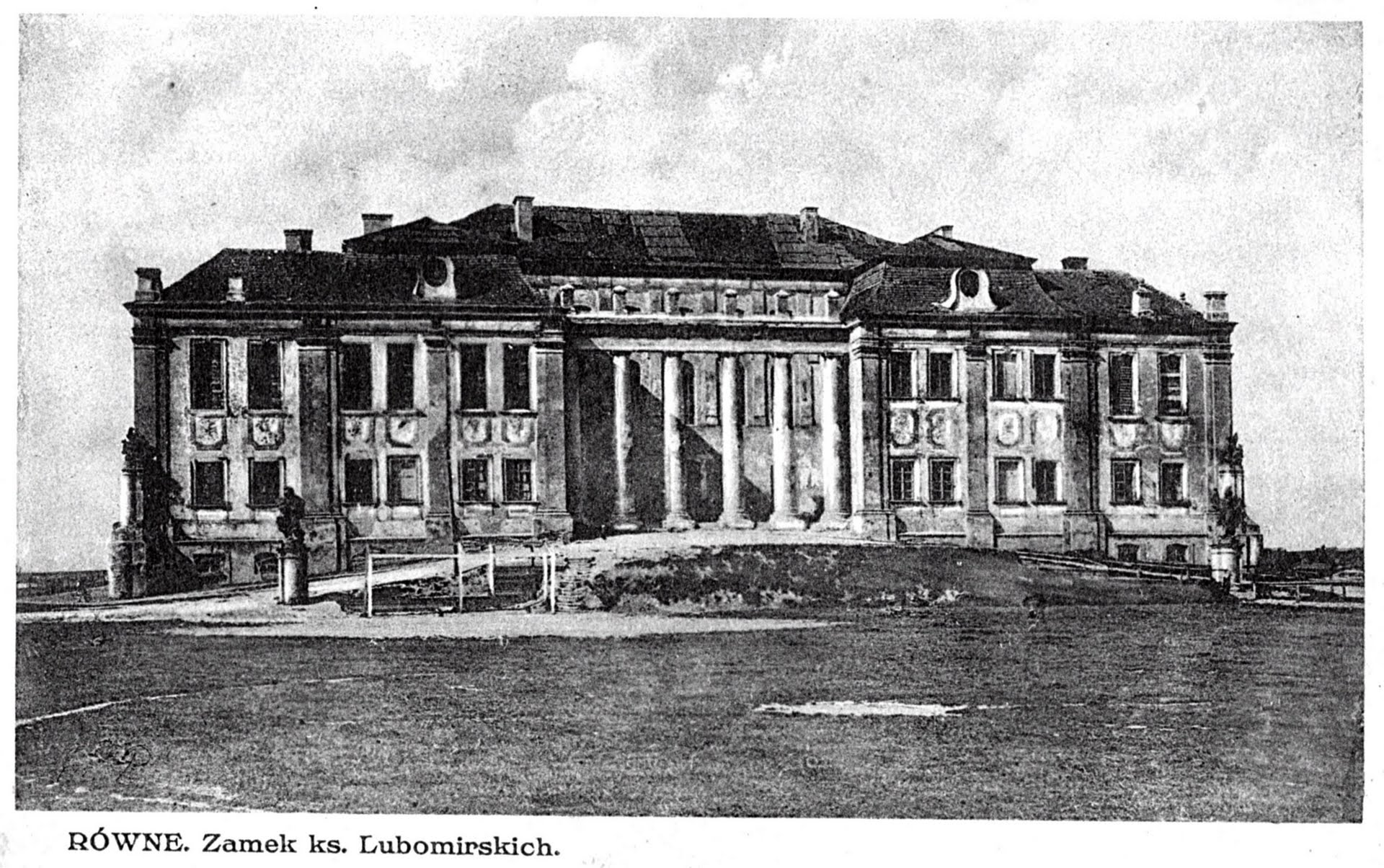
Палац Любомирських у Рівному

У 1706 році у ході російсько-шведської війни Рівне було зруйноване та зайняте військами Карла XII, який у червні побував у місті. У 1706—1707 роках відбувається захоплення міста російськими військами та розквартирування їх у місті та околицях. У 1723 році Рівне переходить у власність польських шляхтичів Любомирських. Володарем Рівного стає Єжи Александр Любомирський. У XVIII ст. князі Любомирські були найбагатшим магнатським родом на Волині, часами всієї Польщі. У 1728 році розпочато будівництво замку коштом Є. А. Любомирського. У 1738 Станіслав Любомирський (бл. 1704—1793) відбудовує в Рівному мурований замок-палац. 1750 року у місті налічується 683 споруди, в тому числі 313 в передмістях, які облаштовуються за національною та соціальною ознакою (були німецька та єврейські вулиці, квартали міських урядників, духівництва, ремісників тощо); працює млин та лісопильне підприємство. У 1755 році ведеться активне будівництво, в місті налічується понад 700 будинків, населення зростає. У 1756 відбувається завершення будівництва та освячення Свято-Успенської (Омелянської) церкви в Рівному. За легендами в цій церкві молився Іван Гонта. У 1760 році варшавський архітектор Тоушер модернізує палац Любомирських у стилі рококо, зводиться перша мурована єврейська синагога. У 1770 році стається епідемія чуми у місті, а також закладення пам'ятника-колони на честь Божої Матері як рятівниці від мору. У 1775 відбувається будівництво мурованого костелу. 1778 року місто отримує привілей короля на чотиритижневий ярмарок. У 1779/1780 — князь Юзеф Любомирський підтверджує права євреїв та дозволяє будівництво дерев'яної синагоги. У 1781 році відбувається будівництво дерев'яного Святовоскресенського собору на місці старенької церкви. 1785 року збудована уніатська каплиця на кладовищі Волі. У 1792 році у Рівному побував національний герой Польщі генерал Тадеуш Косцюшко, який приїздив до тодішньої господині рівненського палацу Людвіки Любомирської — предмету свого юнацького кохання. 

### Російська імперія

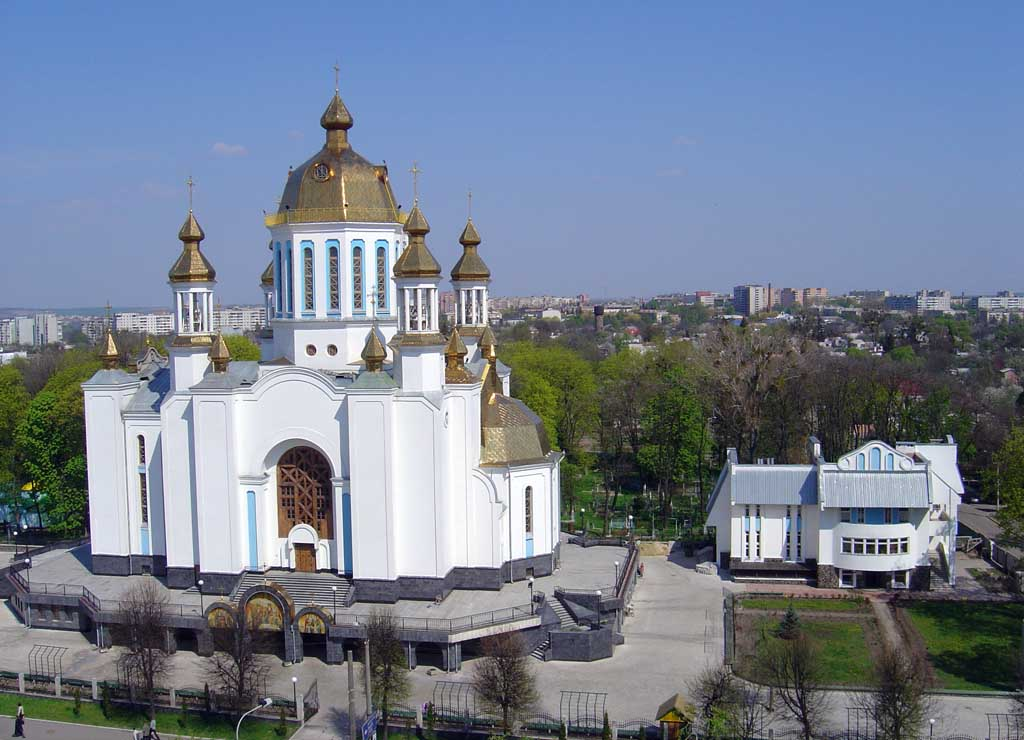
Покровський собор

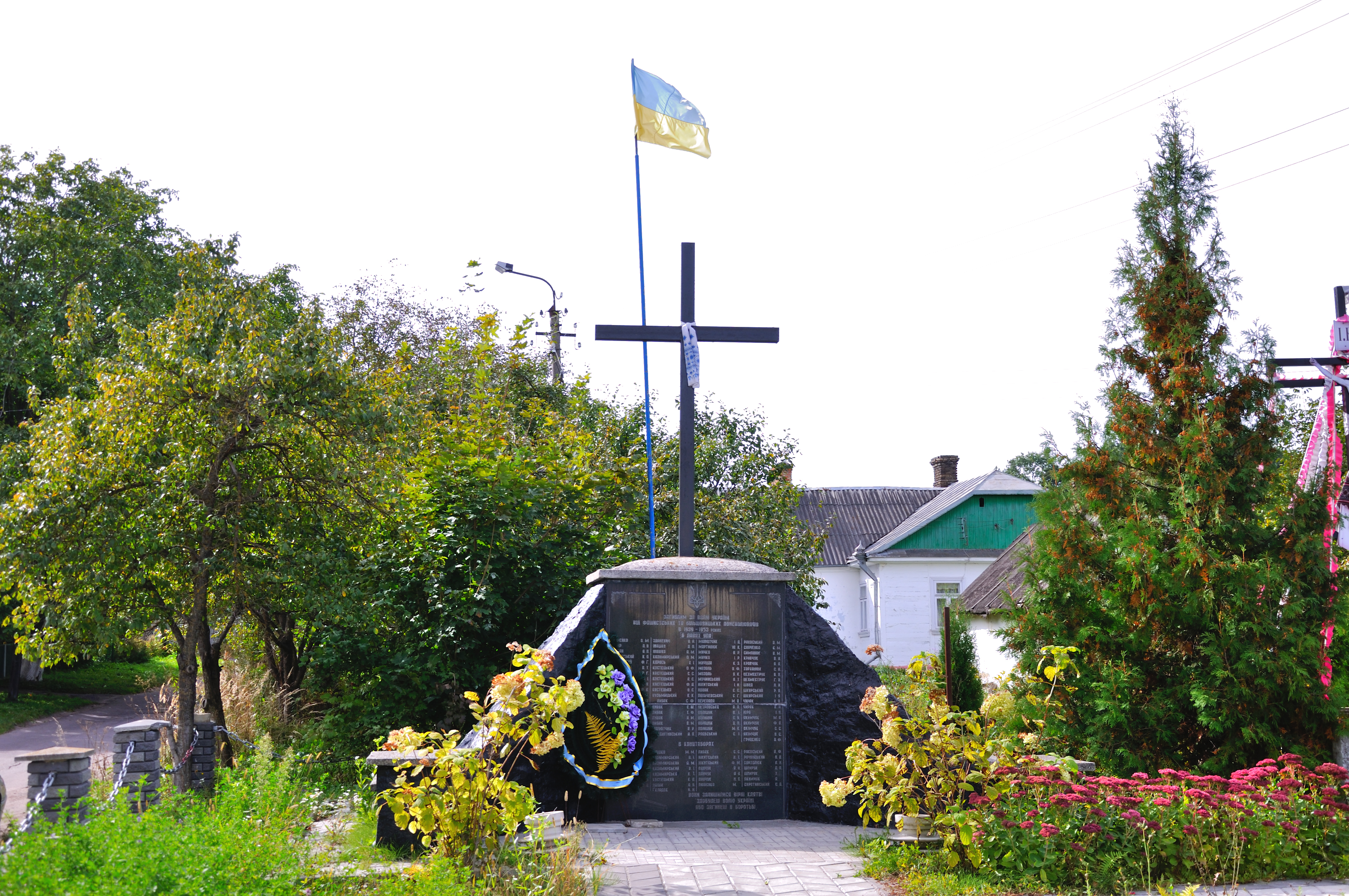
Пам'ятник воїнам-землякам (УПА), м. Рівне, вул. Басівкутська

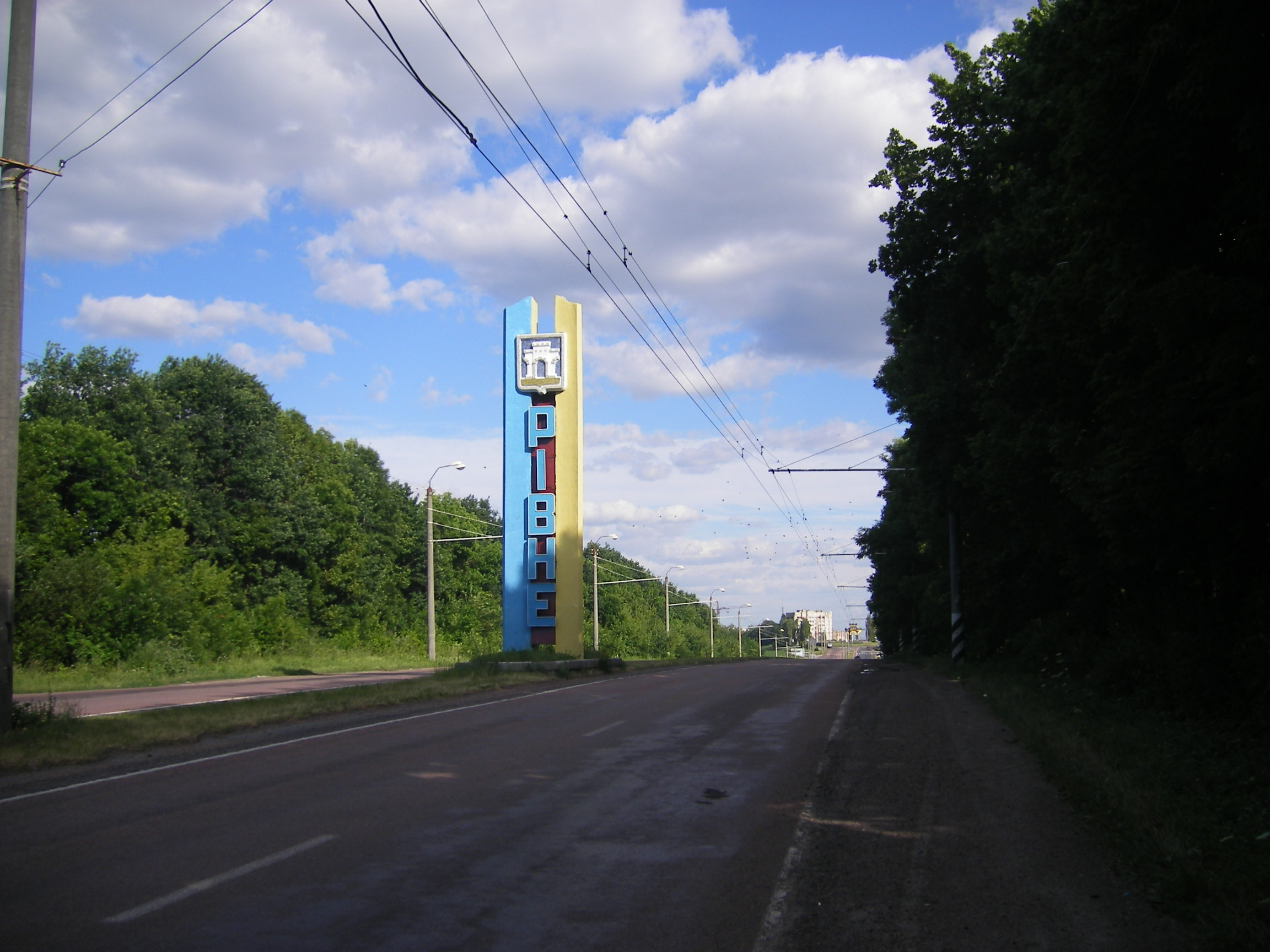
Знак при в'їзді у місто

23 квітня (4 травня) 1793 внаслідок другого Поділу Речі Посполитої, Рівне переходить до Російської імперії, а до міста входять російські війська під командуванням М. Кречетнікова. 29 серпня (9 вересня) 1793 року Рівне набуває статусу повітового центру в складі новоутвореного Волинського намісництва (з 1797 року — губернії). У 1804 році Рівне та його околиці спустошує нашестя сарани; неврожай і голод у місті. У 1805 починає діяти двокласна початкова школа, заснована Тадеушем Чацьким; пожежа у місті. 1815 — остання, особливо вишукана перебудова палацу Любомирських 1836 року відбувається початок будівництва гімназійного корпусу неподалік від палацу Любомирських. У 1839 із Клеваня до Рівного переведено класичну гімназію за сприяння дідича Фридерика Любомирського — батька Казімєжа. 24 липня розпочинає роботу Рівненська гімназія. У 1844—1845 роках у Рівненській гімназії старшим викладачем працює видатний історик, письменник і політичний діяч Микола Костомаров. У 1848 споруджено каплицю св. Степана на кладовищі Грабник. Станом на 1849 рік, згідно з переписом населення, в місті проживає близько 3000 мешканців. У 1856 стається епідемія холери в місті; біля пам'ятника-колони на честь Божої Матері вивішено незгасиму лампаду. 1857 року прокладається через Рівне шосе Київ — Берестя. У 1858 починається будівництво мурованого костелу за пожертви князя Казімєжа Любомирського. Після скасування кріпосного права Рівне починає швидко зростати і його населення становить 3294 мешканці. 1862 року у місті відкрито телеграф. У 1863 році відбувається відкриття в Рівному жіночої гімназії та арешт діячів польського повстання. 1865 рік — реформування Рівненської гімназії із класичної в реальну. У 1866—1871 роках у Рівненській гімназії навчається видатний письменник Володимир Короленко. 11 серпня 1867 у місті перебуває видатний український композитор Микола Лисенко. У 1868 — розпочато будівництво костелу св. Антонія (нині зал органної музики). 1871 року стається смерть, похорони в Рівненському костелі князя Казимира Любомирського; влітку в місті перебуває видатний науковець та політичний діяч Михайло Драгоманов. У 1872 році гімназію перетворено в реальне училище, яке діяло до 1922 року. 12 травня 1873 відкрито залізничне сполучення через місто (Київ—Берестя), відкрита залізнична станція Рівне, налагоджено сполучення з прикордонним Радивиловом. 1877 року збудовано та освячено військовий шпиталь. 1880 року Варшаві виходить нарис Тадеуша Стецького «Miasto Równe». 12 червня 1881 відбувається велика пожежа в місті; згоріла соборна Воскресенська церква, 800 дворів, поштамт. 11 серпня (23 серпня) 1887 — купівля земельної ділянки для будівництва військового містечка у Станіслава Любомирського. 18 липня (30 липня) 1887 — початок першого етапу будівництва військового містечка. 30 серпня 1890 розпочато будівництво парафіяльного костелу та Свято-Воскресенського собору (архітектор Дейнека). 1891 року стається пожежа в західній частині міста; згоріло понад 300 будинків. 8 (20) жовтня 1895 — освячення та перше богослужіння в новозбудованому православному соборі. 1896 — спорудження в місті євангельсько-лютеранського молитовного будинку. Станом на 1897 рік, за даними всеросійського перепису населення в Рівному мешкають 24 752 людини, працюють 23 дрібних підприємства.1899 завершується будівництво парафіяльного костелу св. Антонія. 7 жовтня 1900 — освячення костелу св. Антонія. 1905 року відбуваються революційні виступи рівнян. 1906 року засновано перший у Рівному музей. 2 лютого 1908 на місті згорілого театру Л. Зафраном збудовано новий театр на 17 лож, 18 рядів крісел, 2 ряди балкона та 3 ряди галереї. У 1909 році місто відвідує видатний учений Володимир Вернадський; Л. Зафран розпочинає будівництво першої електростанції. У 1910 році розпочинає роботу пивзавод «Берґшльос». Квітень 1911 — відновлення автобусного сполучення (3 пасажирські автобуси та 1 вантажна машина) Рівне — Корець — Новоград-Волинський — Житомир. 1912 — уведена в дію перша електростанція; перший політ моноплана над містом.

### Українська революція
1914 року починається Перша світова війна та мобілізація чоловічого населення Рівного. У жовтні Рівненський військовий шпиталь відвідує Російський імператор Микола II із сестрою — Великою Княжною Ольгою Олександрівною. 1915 стається часткова евакуація міста під час відступу російських військ. У 1916 році перед наступом російських військ місто відвідують імператор Микола II та генерал Брусилов. У 1917 році рівненці разом із військовими вперше вільно відзначили свято 1 травня; підтримка рівнянами Української Центральної Ради. У 1917—1918 роках у Рівному працювала повітова народна рада, яку очолював І. Коваленко, головою міської управи був Федір Сумневич. У 1918 році в місто входять німецько-австрійськими війська. Станом на 1919 в місті встановлена українська влада. Протягом Другої радянсько-української війни на деякий час Рівне стає столицею УНР. У травні того ж року відбувається відступ українських військ під проводом Петлюри. Спочатку місто захоплюють більшовики, а потім польські війська.

### Польська республіка
У 1922 році польська влада дає дозвіл на відновлення діяльності Рівненської повітової «Просвіти». У 1923—1940 роках ведеться діяльність у місті відомого польського вченого та освітянина Якуба Гофмана (зокрема редагував збірку «Річник Волинський»). У 1927 році стається пожежа в замку Любомирських. Продовження руйнації пам'яток старовинної архітектури. Реставрація костелу св. Антонія. 30 квітня 1929 стається офіційна ліквідація Рівненської «Просвіти».  11 березня 1930 польська поліція проводить репресії проти учасників Шевченківської академії в театрі Зафрана. 1933 — з'їзд преси в Рівному. Українське населення збирає пожертви для допомоги голодуючим окупованої більшовиками України. Закладено новий Міський парк на Грабнику. 31 жовтня 1933 надається розпорядженням міністра внутрішніх справ територія міста Рівне розширена і включено до міста фільварок Гірка, частини сіл Двірець, Тюткевичі та Золотіїв, селище Цегельня, землі залізниці, Сухарівка, територія армійських казарм, Кавказ, Пекарівщина, державний маєток Грабник та всі сільські території, які опинилися в означених межах міста.

### Радянський період

#### Друга світова війна
17 вересня 1939, протягом Другої світової війни, відповідно до пакту Молотова — Ріббентропа західноукраїнські землі анексуються СРСР; до міста входять частини Червоної армії. У 1939—1941 роках знищено та депортовано до Сибіру близько 150 тис. рівнян та мешканців навколишніх сіл. 4 грудня 1939 року Указом Президії Верховної Ради СРСР утворено Рівенську область у складі Української РСР із центром у місті Рівному. 1939 року засновано музично-драматичний театр імені Миколи Островського. 28 червня 1941 відбувається бомбардування та окупація міста німецькими військами. 3 липня 1941 — створення міської управи, головою міської управи став фармацевт Полікарп Бульба, професора гімназії Івана Сав'юка було призначено другим посадником, правника Сергія Іллюка — першим членом управи, Назара Шевчука — другим. 20 серпня 1941 значну частину українських земель було включено до складу Райхскомісаріату «Україна» з центром у Рівному, комісаром України призначено гауляйтера й оберпрезидента Еріха Коха. 1 вересня 1941 року місто стало адміністративним центром однойменної округи, утвореної у складі генеральної округи Волинь-Поділля. 10 березня 1942 німецькою адміністрацією спільно з фірмою Центрального емісійного банку України було випущено для грошового обігу «окупаційні гроші» — вісім банкнот номіналом в 1, 5, 10, 20, 50, 100, 200 та 500 карбованців; в анотації був текст: «Рівне 10 березня 1942. Центральний емісійний банк Україна». 1941—1942 німці винищують близько 90 тис. рівнян. 1943 року стаються вбивства німецьких офіцерів радянським диверсантом НКВС Миколою Кузнецовим, внаслідок яких гітлерівці стратили 700 невинних рівнян, керівництво рівненської ОУН. 2 лютого 1944 Рівне повертається під контроль Радянської армії. 1945 року співробітники НКВС у січні влаштовують публічну страту вояків Української повстанської армії.

#### Післявоєнна доба
Узимку 1947 зруйновано пам'ятник Сталіну в Рівному (район нинішньої Театральної площі). 22 квітня 1952 зруйновано пам'ятник-колону на честь Божої Матері. 1954 року із Києва до Рівного переведено меліоративний інститут (Український інститут інженерів водного господарства). У 1957 відбувається уведення в дію Рівненського заводу високовольтної апаратури. У 1958 рівняни отримали можливість переглянути першу телепрограму (регулярне телемовлення розпочалось у 1967 році). 1959 — відкриття погруддя на могилі учасника громадянської війни Олеко Дундича. Відкриття малої (дитячої) Рівненської залізниці. У 1960 році завершується будівництво Рівненського обласного музично-драматичного театру ім. Миколи Островського. У 1962 році закривається Свято-Воскресенський собор; закінчення будівництва газопроводу. 1963 року введено в дію Рівненський льонокомбінат — гігант легкої промисловості, а в 1967 закінчено будівництво кінотеатру «Жовтень» (сучасна назва — Кінопалац «Україна»). 1969 року уведено в дію першу чергу заводу мінеральних добрив (сучасний ВАТ «Рівнеазот»). 24 грудня 1974 відкрито тролейбусний рух по місту. 1977 року у Рівному відкрито аеровокзал міжнародного класу. 1980 закінчується будівництво першого в місті 14-поверхового будинку по вулиці Київській, 17. 1983 відбувається урочисте відзначення 700-річного ювілею міста. У 1985 році відкривається Монументу Слави, а у 1986 завершується будівництво міського гідропарку. 1990 — перші демократичні вибори до міської Ради. Розпочато будівництво Покровського собору методом народної будови. 

### Незалежна Україна

#### Кінець XX — початок XXI століття

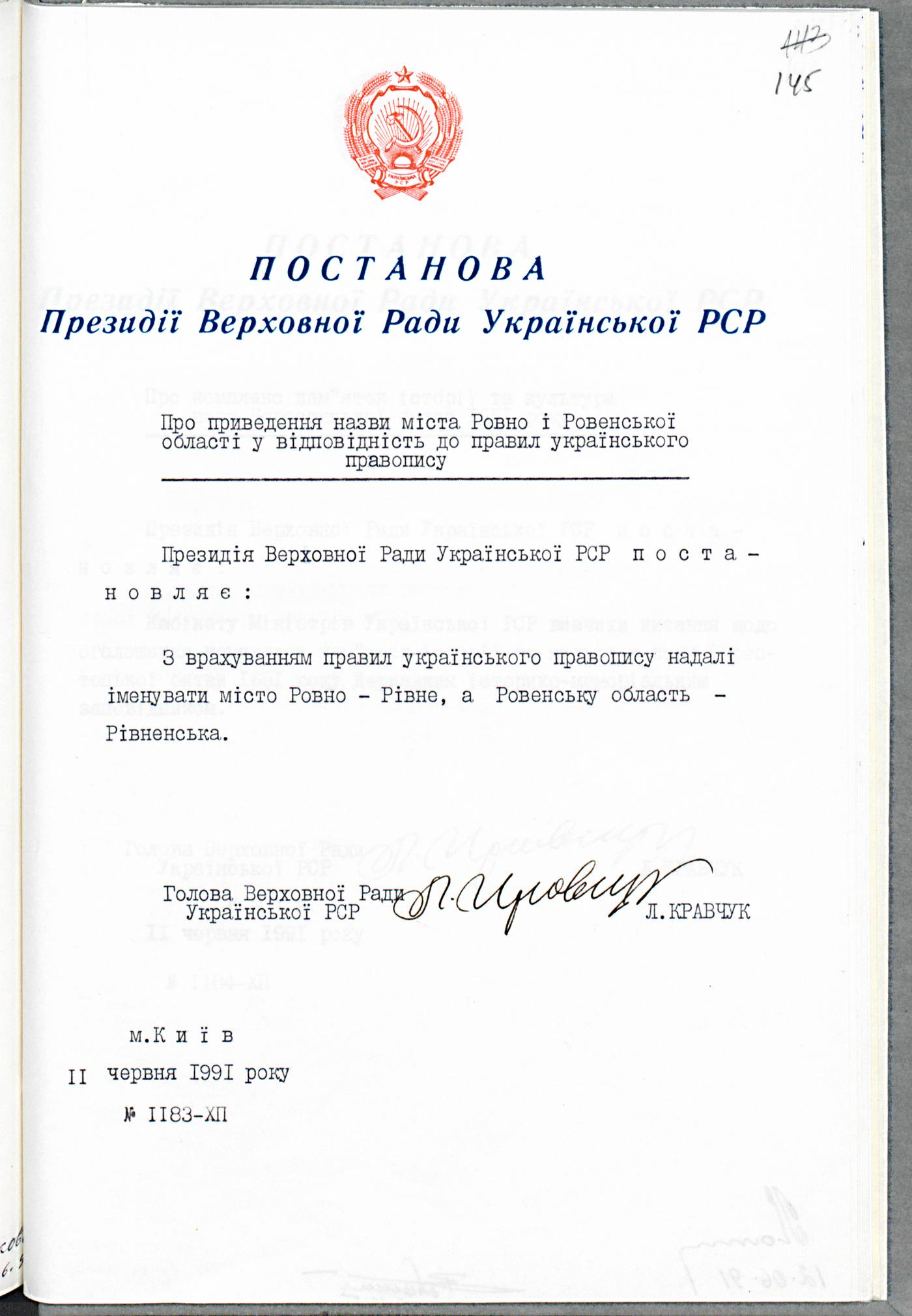
Постанова Президії Верховної Ради УРСР «Про приведення назви міста Ровно і Ровенської області у відповідність до правил українського правопису»

11 червня 1991 — ухвалено Постанову Президії Верховної Ради УРСР «Про приведення назви міста Ровно і Ровенської області у відповідність до правил українського правопису», згідно з якою місто Ровно іменувалося Рівне, а область — Рівненська. Відразу ж після провалу путчу 25 серпня 1991 року в місті було демонтовано пам'ятник Леніну. 17 травня 1994 перенесено на вулицю Ясну пам'ятник партизану-розвіднику Миколі Кузнецову, який стояв перед адмінбудинком міської ради. На постаменті цього пам'ятника було встановлено пам'ятний знак «Загиблим за Україну». Демонтовано пам'ятник командиру партизанського загону Д. Медведєву. 22 травня 1999 — на майдані Незалежності відбулося урочисте відкриття пам'ятника Тарасу Шевченку. На площі Короленка відкрито пам'ятник «Загиблим у збройних конфліктах». У 2001 році, за результатами Всеукраїнського перепису населення, в Рівному проживають 248 813 тис. осіб (228 тис. осіб у 1989 році). Населення області становить 1173 тис. осіб (зокрема 555 тис. чоловіків та 618 тис. жінок). 25 серпня 2003 місто святкує своє 720-річчя. Відкрито колону Божої Матері. Оновлено фасади більшості будинків на центральних вулицях міста. 11 травня 2014 започатковано створення Алеї кованих скульптур.

#### Російсько-українська війна
У 2022 році, з початком російського вторгнення в Україну, місто почало страждати від обстрілів. 25 лютого 2022 року було завдано ракетного удару по аеропорту «Рівне». 14 березня 2022, під час Рівне вперше постраждало від ракетного удару, а саме: ворог влучив у телевежу. За словами голови Рівненської ОДА Віталія Коваля загинуло 20 людей. Хоча російські війська і використовували територію Білорусі для наземної атаки на Україну, кордон з Рівненською областю вони не перетинали.
За час повномасштабного вторгнення, станом на 3 червня, Рівненська громада одномоментно приймала до 53 000 людей з небезпечних регіонів, що були вимушені покинути свої домівки внаслідок бойових дій.. Також, до міста переїхали різноманітні заклади, зокрема Луганський державний медичний університет, Луганський обласний онкодиспансер, міська військова адміністрація Кремінної (Луганська область) та інші.

## Адміністрація

### Керівники міста
- Шакирзян Віктор Володимирович (2023 — понині)
- Третяк Олександр Віталійович (2020—2023);
- Хомко Володимир Євгенович (2008—2020);
- Чайка Віктор Анатолійович (1998—2008);
- Мороз Володимир Михайлович (1993—1998);
- Федів Іван Осипович (1990—1993);
- Марков Андрій Володимирович (1988—1990);
- Чайка Віктор Анатолійович (1981—1988);
- Користін Олексій Юхимович (1968—1981);
- Гайовий Дмитро Данилович (1963—1967);
- Мартинов Олексій Опанасович (1963);
- Казьмерчук Лаврентій Аврамович (1960—1963);
- Щепілкін Григорій Іванович (1958—1960);
- Романенко Василь Кирилович (1951—1958);
- Баранчук Микола Павлович (1950—1951);
- Денисенко Тихін Іванович (1949—1950);
- Додь Феодосій Леонтійович (1948—1949);
- Сиволап Петро Миколайович (1948);
- Марченко Анатолій Якович (1945—1948);
- Прокоф'єв Павло Григорович (1945);
- Кляхін Микита Васильович (1944—1945);
- Таратута Микола Васильович (1944);
- Бульба Полікарп Васильович (1941—1944);
- Білецький Іван Вікторович (1939—1941);
- Волк Станіслав (1935—1939);
- Ржешовський Людвік (1934—1935);
- Цалун Томаш (1932—1934);
- Боярський Володимир (1929—1932);
- Балінський Кароль (1925—1927);
- Арцимонович Володимир (1927—1929);
- Архіпков Яков (1924—1925);
- Лісаковський Ян (1922);
- Осташевський Адам (1922—1924);
- Балінський Кароль (1920—1922);
- Матусевич Сергій (1920);
- Дзіковський Є. (1919);
- Троїцький С. А. (1918);
- Цвєтаєв Михайло Павлович (1917);
- Лебедзієвський Едуард (1911—1917);
- Бухович О. М. (1898—1911);
- Яблоновський (1896—1898);
- Кваснєвський Д. І. (1891—1896)[27][28].

### Перші секретарі міського комітетуКП(б)У
- Опришко Віталій Павлович (1987—1991);
- Луценко Віталій Іванович (1980—1987);
- Антоненко Едмонд Едуардович (1966—1980);
- Мартинов Олексій Опанасович (1963—1966);
- Захарченко Іван Петрович (1954—1963);
- Бондаренко Олександр Петрович (1950—1954);
- Волошенко Сава Васильович (1950);
- Чучукало Василь Данилович (1949—1950);
- Бегма Василь Андрійович (1944—1949);
- Бегма Василь Андрійович (1939—1941).

### Адміністративний поділ
Місто чітко поділене на кілька умовних територій. Загалом, у Рівному зараз є кілька мікрорайонів: центр, Ювілейний, Басів Кут, Золотіїв, Боярка, Тинне, Північний, Льонокомбінат, Новий Двір. Тютьковичі, Цегельня, Дворець, Басівщина, Золотіїв, Кавказ, Юридика Заров'є, Гармонія.

### Перелік рівненських урбанонімів
13 липня 2022 року депутати на сесії Рівненської міської ради розглянули пропозиції, які затвердила комісія в рамках дерадянізації й дерусифікації та затвердили нові назви для 50 вулиць громади. Окрім того, у місті з'явилися і 10 нових вулиць, які розташовані у мікрорайоні «Гармонія».

## Населення
За даними Всеукраїнського перепису населення у 2001 р. в м. Рівному проживало 248,8 тис. осіб, з них 115,3 тис. — чоловіки (46 %) і 133,5 тис. жінки (54 %). Серед жителів міста 224,6 тис. складали українці (91,6 %), 16,6 тис. (6,8 %) — росіяни, 1,4 тис. (0,6 %) — білоруси. Станом на 1 січня 2024 року — 264 026 зареєстрованих осіб.
Історична динаміка населення Рівного:
| Рік  | Населення |
| ---- | --------- |
| 1858 | 5 054     |
| 1897 | 24 573    |
| 1921 | 30 000    |
| 1939 | 43 000    |
| 1959 | 59 598    |
| 1967 | 100 000   |
| 1970 | 115 541   |
| 1979 | 178 956   |
| 1989 | 227 925   |
| 2001 | 248 813   |
| 2007 | 248 229   |
| 2012 | 250 174   |
| 2013 | 250 222   |
| 2021 | 253 289   |
| 2022 | 252 318   |
| 2024 | 264 026   |

### Національний склад
Розподіл населення за національністю за даними перепису 2001 року:
| Національність  | Відсоток |
| --------------- | -------- |
| українці        | 91.56%   |
| росіяни         | 6.77%    |
| білоруси        | 0.59%    |
| поляки          | 0.35%    |
| євреї           | 0.14%    |
| інші/не вказали | 0.59%    |

Історична динаміка національного складу:
|          | 1959  | 1989  | 2001  |
| -------- | ----- | ----- | ----- |
| Українці | 66,7% | 84,2% | 91,6% |
| Росіяни  | 26,0% | 13,1% | 6,8%  |
| Білоруси | 1,6%  | 1,0%  | 0,6%  |
| Поляки   | 1,8%  | 0,5%  | 0,3%  |
| Євреї    | 2,3%  | 0,5%  | 0,1%  |
| Інші     | 1,6%  | 0,7%  | 0,6%  |

### Мовний склад
Розподіл населення за рідною мовою за даними перепису 2001 року:
| Мова            | Кількість | Відсоток |
| --------------- | --------- | -------- |
| українська      | 225899    | 92.08%   |
| російська       | 18346     | 7.48%    |
| білоруська      | 353       | 0.14%    |
| польська        | 86        | 0.04%    |
| вірменська      | 42        | 0.02%    |
| румунська       | 33        | 0.01%    |
| болгарська      | 22        | 0.01%    |
| єврейська       | 20        | 0.01%    |
| інші/не вказали | 522       | 0.21%    |
| Усього          | 245323    | 100%     |

Українська мова є основною та єдиною офіційною мовою міста.
Згідно з опитуванням, проведеним Міжнародним республіканським інститутом у квітні-травні 2023 року, українською вдома розмовляли 96 % населення міста, російською — 3 %.
Згідно з опитуванням, проведеним Міжнародним республіканським інститутом у квітні-травні 2024 року, українською вдома розмовляли 99 % населення міста, російською — 4 % (на відміну від опитування 2023 року було дозволено вибір кількох варіантів).

## Економіка
В 1939 році в місті працювало 5 цегелень, 2 ковбасні й 2 цукеркові фабрики, пивзавод, 5 хлібопекарень, 1 миловарня, 2 щиткові фабрики та декілька інших дрібних кустарних підприємств. Кондитерська фабрика у 1938 році випустила 145,5 тонни продукції, а за 1940 рік — майже 400 тонн. Валянкова фабрика, що стане центром підпільної міської організації під час німецької окупації.
З 1951 р. по 1955 р. на спорудження житла було витрачено понад 11 мільйонів карбованців, введено в дію 8800 м² жилої площі. За цей час на благоустрій міста і капітальний ремонт житлового фонду було витрачено понад 15 мільйонів карбованців. А ще за рік — 1956 року — було збудовано в 3,2 раза більше житла проти 1950 року.
Швейна фабрика, завод залізобетонних конструкцій, овочесушильний завод, потужний комбікормовий цех млинзаводу № 2, авторемонтні майстерні, автогосподарства та інші підприємства, виросли в місті за післявоєнні роки. У новоспоруджених будівлях розмістились виробничі цехи промартілей «17 вересня» і «Прогрес», ательє мод артілі «8 березня» і багато інших підприємств побутового обслуговування.
З 1946 по 1956 рік на будівництво та реконструкцію промислових підприємств капітальні вкладення становлять один мільярд карбованців. У 1956 році, в порівнянні з 1940 роком, продуктивність праці зросла приблизно вдвічі, при скороченні тривалості робочого дня.
Металофурнітурний завод і молокозавод, завод високовольтної апаратури, м'ясокомбінат — будови вже подальших років. Електроенергію місто одержує з Добротвірської ДРЕС через рівненську електропідстанцію.
В 1950 році було продано товарів на суму 163,111 млн карбованців.

## Освіта і наука

Національний університет водного господарства та природокористування (4 корпус)

- Національний університет водного господарства та природокористування
- Міжнародний економіко-гуманітарний університет імені академіка Степана Дем'янчука
- Рівненський державний гуманітарний університет
- Рівненський інститут університету «Україна»
- Рівненський інститут слов'янознавства Київського славістичного університету
- Рівненський інститут Київського університету права
- Рівненський обласний інститут післядипломної педагогічної освіти
- Рівненський обласний центр науково-технічної творчості учнівської молоді
- Рівненська духовна семінарія
- Вище професійне училище № 1
- Рівненський державний аграрний коледж
- Рівненський економіко-гуманітарний та інженерний коледж
- Рівненський кооперативний економіко-правовий коледж
- Рівненський економіко-правовий ліцей
- Рівненський Ліцей №7 Рівненської Міської Ради
- Рівненський обласний науковий ліцей-інтернат
- НВК № 2 «Школа-Ліцей» м. Рівне
- Рівненський ліцей «Елітар»[41]
- Рівненська медична академія
- Рівненський фаховий коледж економіки і бізнесу
- Рівненський автотранспортний коледж Національного університету водного господарства та природокористування
- Рівненській економіко-технологічний фаховий коледж НУВГП
- Технічний коледж Національного університету водного господарства та природокористування

## Засоби масової інформації

### Телеканали
- Суспільне Рівне
- Рівне 1
- ITV
- Сфера-ТВ

### Радіостанції
Мовлення з Рівненської телевежі веде 16 радіостанцій. На початку дев'яностих років на Рівненщині було чотири радіомовних передавачі, два з яких працювали у режимі стерео. У листопаді 1996 року виходить в ефір перша в регіоні комерційна радіостанція «Радіо Трек», з 1997 року використовується передавач потужністю 2 кВт на частоті 106,4 FM. На середину 2015 року в регіоні транслюють понад десять радіостанцій, використовуючи частотну модуляцію (FM) в УКХ діапазоні.

#### Радіостанції верхнього піддіапазону УКХ ЧМ у місті Рівне
| №п/п | Частота, МГц | Назва                                      | Логотип | Юридична особа | Ліцензія | Потужність | Адреса вежі                   | Передавач | RDS |
| ---- | ------------ | ------------------------------------------ | ------- | -------------- | -------- | ---------- | ----------------------------- | --------- | --- |
| 1    | 87,8         | Українське радіо / Українське радіо. Рівне |         |                |          | 1          | с. Антопіль, вул. Київська 12 | РФКРРТ    | |
| 2    | 88,5         | Шлягер FM                                  |         |                |          | 0,5        | с. Антопіль, вул. Київська 12 | РФКРРТ    | SHLAGER ***** Pop Music + RT: Shlager - Reklama 097 2369 000 - shlager.fm ***** PI Code: 62D8 + AF |
| 3    | 89,5         | FM Галичина                                |         |                |          | 0,25       | с. Антопіль, вул. Київська 12 | РФКРРТ    | GALY4YNA / 89.5 / 0-800 / 336-946 ***** Folk Music + RT: www.Galychyna.fm Faine Radio ***** PI Code: 6227 + AF |
| 4    | 90,0         | Радіо Максимум                             |         |                |          | 0,5        | с. Антопіль, вул. Київська 12 | РФКРРТ    | RADIO / MAXIMUM / 90.0 FM / REKLAMA / 050-404- / 00-06 / MAXIMUM ***** Pop Music ***** PI Code: 1021 + AF |
| 5    | 90,4         | Радіо "П'ятниця"                           |         |                |          | 0,5        | с. Антопіль, вул. Київська 12 | РФКРРТ    | 90.4MHz / Radio P'iatnytsia Rivne Tel: 050 375-2947 (dynamic) ***** Pop Music + PI Code: 6211 + AF |
| 6    | 90,9         | Люкс FM/Радіо «Ритм»                       |         |                |          | 0,5        | с. Антопіль, вул. Київська 12 | РФКРРТ    | RADIO / LUX FM / 90.9 FM / REKLAMA / 050-404- / 00-06 / LUX FM ***** Pop Music ***** PI Code: 1047 + AF |
| 7    | 91,9         | конкурс від 17/07/2025                     |         |                |          | 0,1        | с. Антопіль, вул. Київська 12 | РФКРРТ    | |
| 8    | 93,5         | конкурс від 17/07/2025                     |         |                |          | 0,5        | с. Антопіль, вул. Київська 12 | РФКРРТ    | |
| 9    | 99,2         | Радіо Культура                             |         |                |          | 0,5        | с. Антопіль, вул. Київська 12 | РФКРРТ    | |
| 10   | 100,7        | Наше радіо                                 |         |                |          | 1          | с. Антопіль, вул. Київська 12 | РФКРРТ    | NASHE ***** Pop Music + RT: RADIO RIVNE 100.7MHz ***** PI Code: 62E8 + AF |
| 11   | 101,4        | Радіо Релакс                               |         |                |          | 1          | с. Антопіль, вул. Київська 12 | РФКРРТ    | RELAX ***** Light Music ***** PI Code: 62E6 + AF |
| 12   | 102,2        | Сфера FM                                   |         |                |          | 0,25       | с. Антопіль, вул. Київська 12 | РФКРРТ    | SFERA FM / 0501721022 (dynamic) ***** PI Code: 6432 + AF |
| 13   | 103,0        | Радіо Промінь                              |         |                |          | 1          | с. Антопіль, вул. Київська 12 | РФКРРТ    | |
| 14   | 103,7        | Хіт FM                                     |         |                |          | 1          | с. Антопіль, вул. Київська 12 | РФКРРТ    | HIT ***** Pop Music ***** PI Code: 62E1 + AF |
| 15   | 105,1        | Радіо НВ                                   |         |                |          | 0,5        | с. Антопіль, вул. Київська 12 | РФКРРТ    | RADIO NV ***** News + RT: RADIO NV RIVNE EFIR: +380442370353 REKLAMA: +380442370720 ***** PI Code: 62D3 + AF |
| 16   | 105,7        | Армія FM                                   |         |                |          | 0,5        | с. Антопіль, вул. Київська 12 | РФКРРТ    | |
| 17   | 106,4        | Радіо Трек                                 |         |                |          | 1          | с. Антопіль, вул. Київська 12 | РФКРРТ    | TREK / Назва пісні - Виконавець або назва програми, що в етері /// під час реклами: TREK / REKLAMA, або TREK /// при позивних, розмовах ведучих, і т.д. просто: TREK /// під час новин: TREK / NOVYNY або TREK + PTY: Pop Music ***** PI Code: 6464 + AF |

#### Радіостанції нижнього піддіапазону УКХ ЧМ у м. Рівне
| №п/п | Частота, МГц | Назва       | Потужність | Адреса вежі                   | Передавач |
| ---- | ------------ | ----------- | ---------- | ----------------------------- | --------- |
| 1    | 68,24        | Радіо Марія | 4          | с. Антопіль, вул. Київська 12 | РФКРРТ    |

## Культура
Рівне є значним осередком культури держави — тут працюють театри (обласний муздрамтеатр, ляльковий і декілька театрів-студій), філармонія, зал камерної та органної музики, низка музеїв, палаців і будинків культури, кінотеатрів, численні бібліотеки; у місті є декілька парків та зоопарк.

### Театри, музика, кіно, проєкти

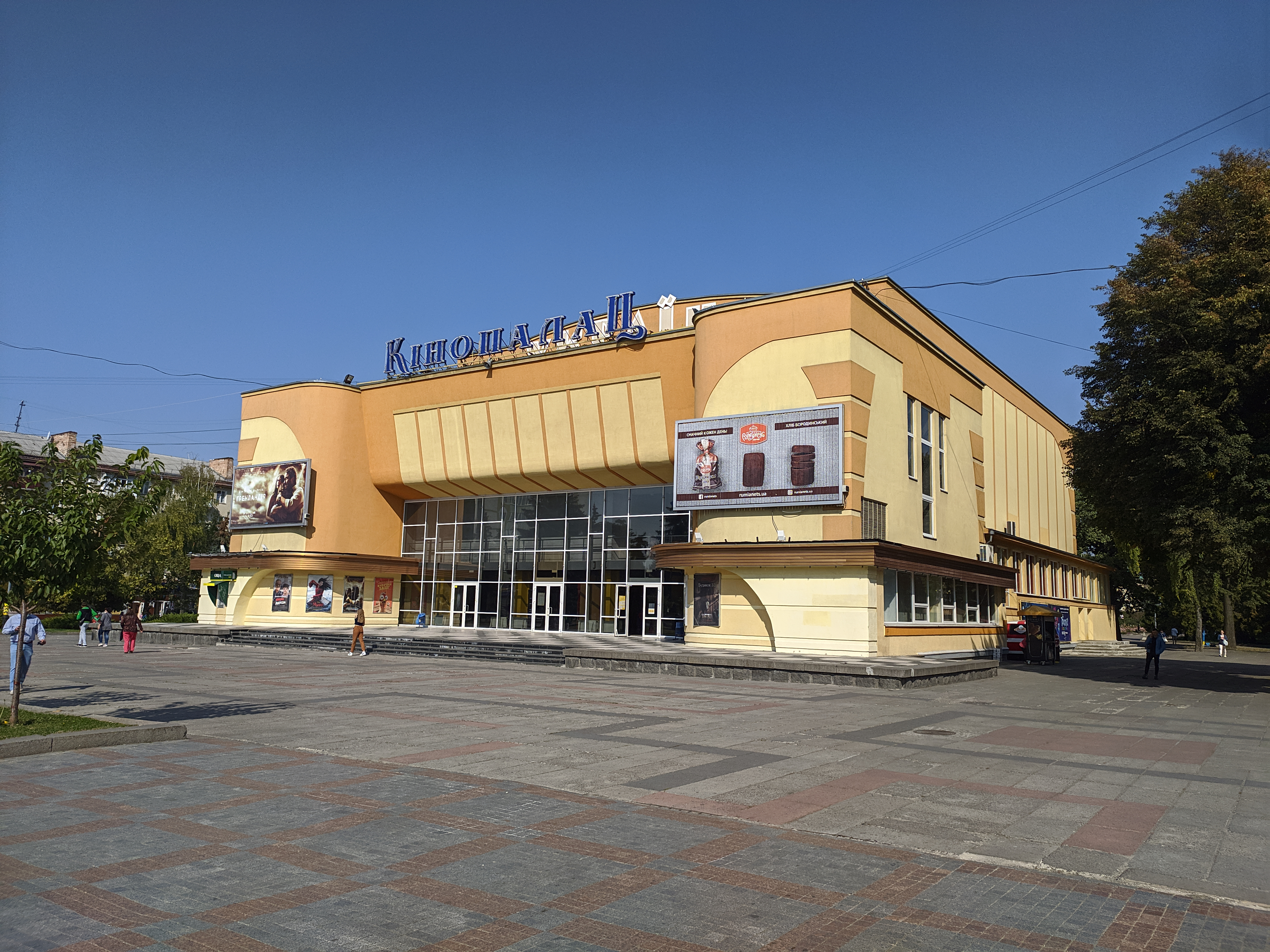
Кінопалац «Україна»

Рівненські театральні й музичні установи:
- Рівненський обласний академічний український музично-драматичний театр;
- Рівненський академічний обласний театр ляльок;
- Рівненська обласна філармонія;
- Зал камерної та органної музики;
- Театр-студія «У старому парку»;
- Театральна лабораторія «ВідСутність»;
- Театр-студія «Від ліхтаря»;
- Молодіжний експериментальний театр Рівного «МЕТР».
- Молодіжний народний театр (базується при Міському палаці культури «Текстильник»)
- Народний театр-студія «Арлекіно» (базується при Палаці культури та спорту «Хімік»)

Палаци та будинки культури, інші осередки культури Рівного:
- Молодіжна громадська організація «КВН Рівненщини»
- Міський будинок культури;
- Міський палац дітей та молоді;
- Обласний центр народної творчості;
- Міський палац культури «Текстильник»;
- Палац культури та спорту «Хімік»;
- Будинок культури УТОГ;
- Будинок офіцерів;
- Будинок учених.
- Рівненська мала академія наук учнівської молоді

У Рівному в наш час функціонує 1 кінотеатр:
- Кінопалац «Україна»;

Проєкти:
- З 25 липня 2024 року в м. Рівне почала діяти команда 4-ої національної хвилі Upshift «Лідери Читання»[47], котра реалізовує екологічний проєкт «Крапля Майбутнього».
- З листопада 2011 до серпня 2017 року діяла Молодіжна громадська організація «Література. РВ».
- Після сумновідомого жарту Путіна, художник Костянтин Качановський створив мурал «Красуня з цим не мириться»[48].

### Галереї
- Євро-Арт (Галерея європейського живопису)
- Артгалерея Купчинського (Фотоклуб «White Rabit» та фотогалерея)
- Виставкова зала обласної національної спілки художників України
- Час (Фотоклуб та фотогалерея)
- Щілина (Галерея сучасного мистецтва)

### Музеї

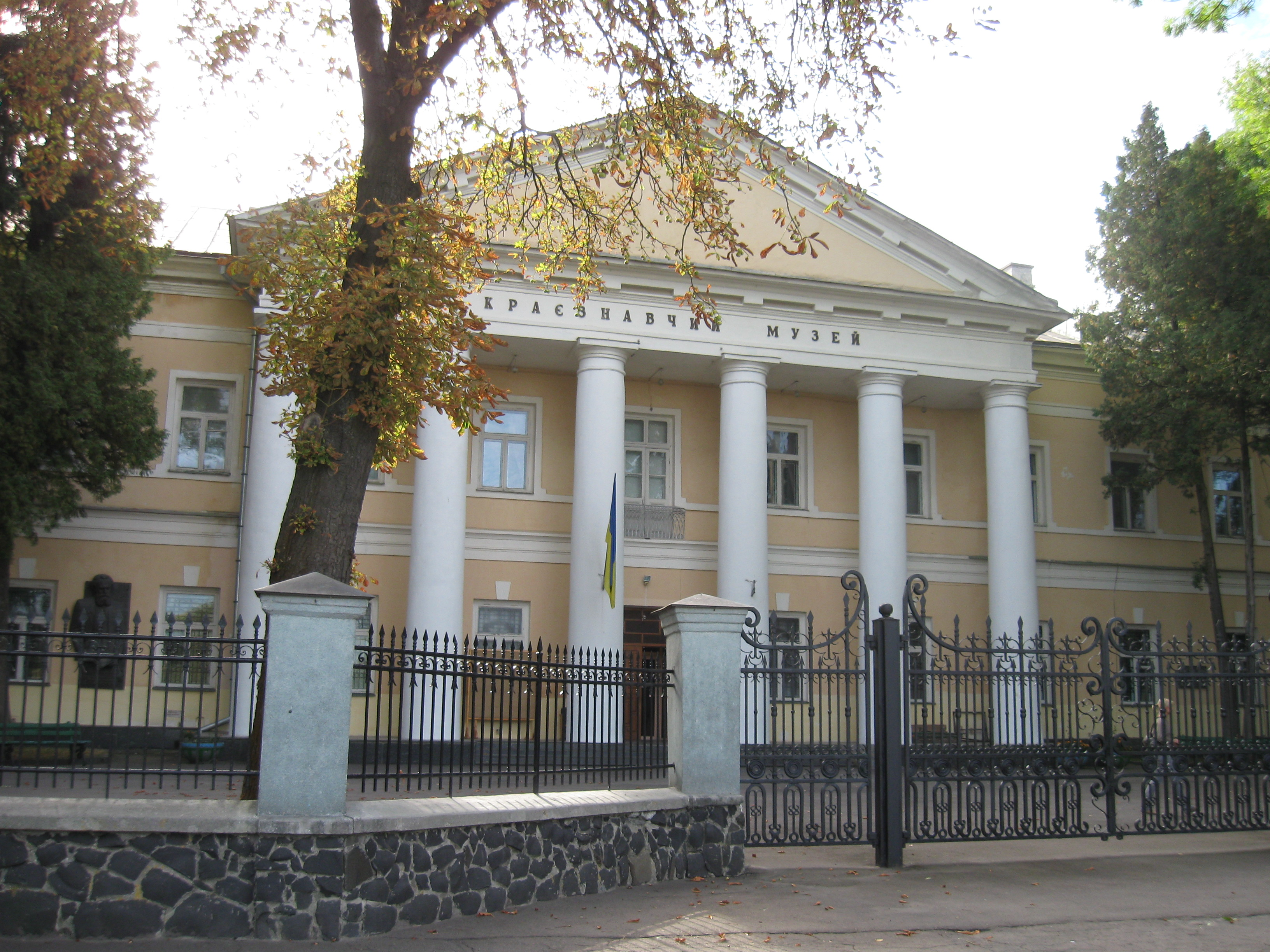
Рівненський краєзнавчий музей

Державна обласна бібліотека

Перший музей у Рівному створив 1906 року професор римського права В. Океницький. Історія головного і найбільшого рівненського музею — обласного краєзнавчого бере свій початок від 1940 року.
див. докладніше: Початки музейної справи в Рівному.
Сучасні рівненські музеї:
- Рівненський обласний краєзнавчий музей — головне і найбільше (бл. 140 000 музейних експонатів, 2006) зібрання матеріалів і предметів матеріальної та духовної культури Рівненщини;
- Музей українського мистецтва;
- Музей бойової слави 13-го Армійського корпусу;
- Бурштиновий музей — наймолодший музейний заклад міста (відкритий улітку 2010 року), в основі якого — дві бурштинові кімнати, де представлено ювелірні вироби та картини, унікальні злитки бурштину, знайдені на Рівненщині, а також одяг та взуття, прикрашені цим каменем. Ідея влаштувати Бурштиновий музей належить Рівненській обласній державній адміністрації, оформлення 2 «бурштинових кімнат» здійснено жителькою села Каноничі Дубровицького району Галиною Лемець[49].

### Бібліотеки
У Рівному діє розгалужена мережа обласних, комунальних і відомчих бібліотек:
- Рівненська державна обласна бібліотека;
- Рівненська обласна бібліотека для дітей;
- Рівненська обласна наукова медична бібліотека;
- Обласна бібліотека для юнацтва;
- Центральна міська бібліотека ім. В. Г. Короленка;
- Центральна дитяча міська бібліотека;
- Міські бібліотеки № 2, 3, 4, 5, 6, 7, 9, 10;
- Міська бібліотека Ювілейного району.

### Парки

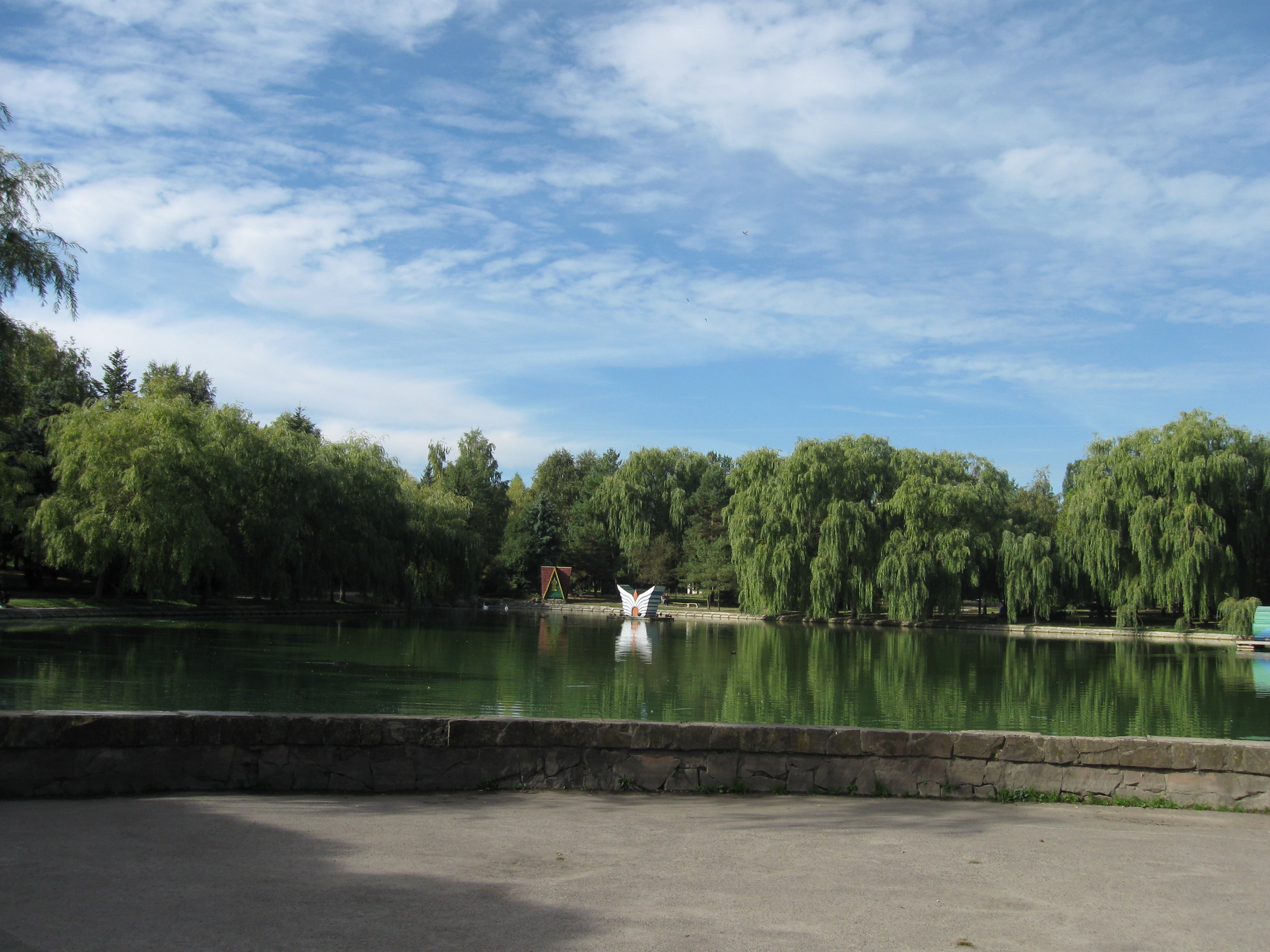
У парку Молоді з вулиці Драгоманова.

Пам'ятник Климу Савуру

Перехрестя вулиць В'ячеслава Чорновола та Степана Бандери

Рівне справляє враження зеленого міста, адже на одній із центральних і військових вулиць міста Соборній відразу декілька великих парків, крім того, в середмісті центральний Парк ім. Т. Г. Шевченка фактично «переходить» у Парк молоді. У парку «Молоді», відомому як «Лебединка», біля спортивного майданчика у 2020 році розпочали конструювати сцену та лавки. Там організовують локацію проєкту «Вулична майстерня міста Рівне».
Головні парки Рівного:
- Парк ім. Т. Г. Шевченка[52] — найбільший міський парк, розташований у центральній частині міста, улюблене місце відпочинку й дозвілля (зі створеними відповідними умовами) містян і гостей Рівного;
- Парк молоді (майдан Короленка і вул. Драгоманова);
- Гідропарк I черги (вул. С. Бандери і вул. Набережна);
- Гідропарк II черги (вул. С. Бандери і вул. Севастопольська);
- Меморіал слави (вул. Київська);
- Парк «Жовтневий» (вул. Кн. Володимира);
- Дендропарк у мікрорайоні «Ювілейний»;
- Парк біля «Мототреку»;
- Парк Просвіти на вул. А. Мельника 22. Засновано до 2000-річчя Різдва Христового.
- Парк історичної реконструкції «Городище Оствиця», що відтворює атмосферу часів Давньої Русі. Парк історичної реконструкції «Городище Оствиця»

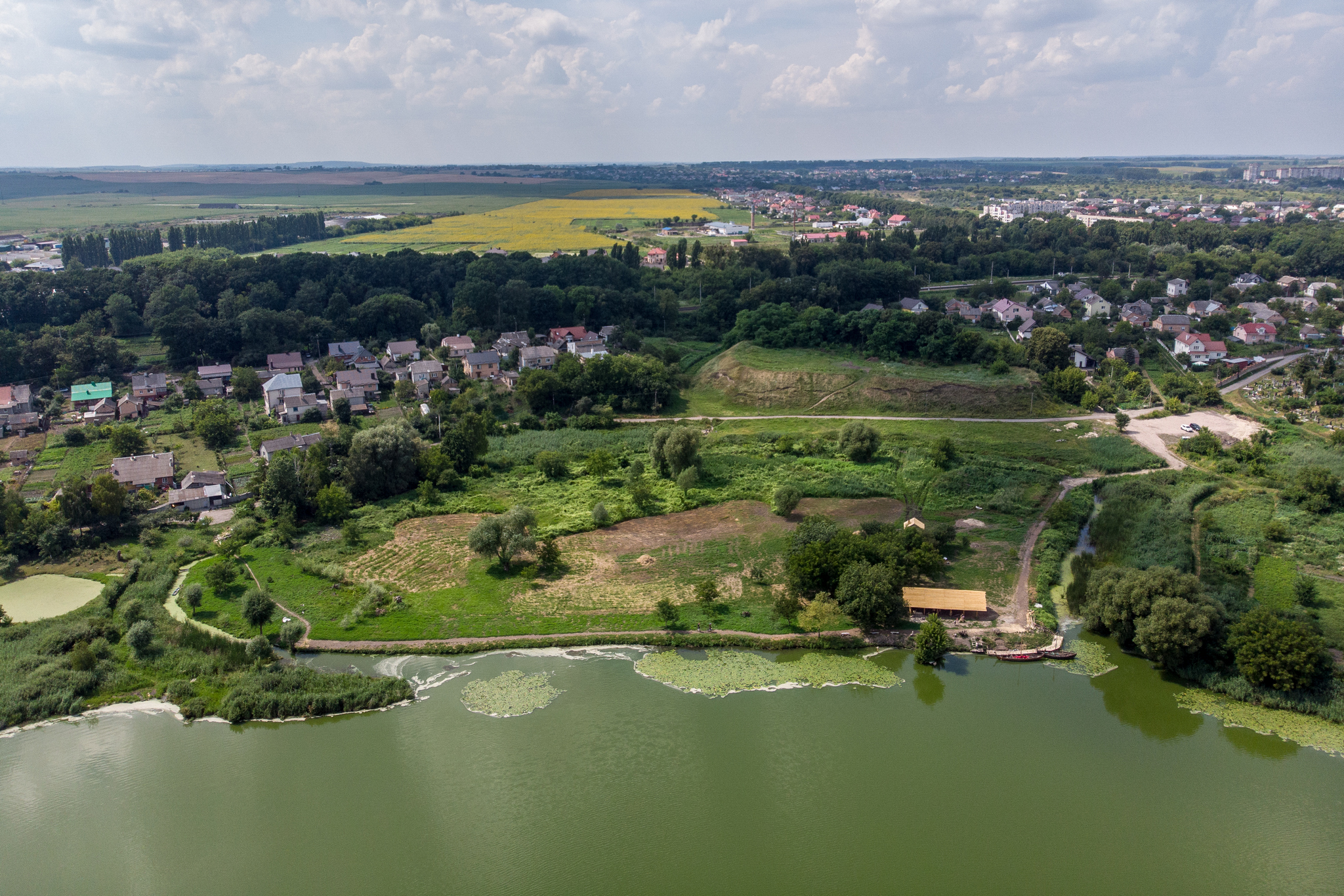
Парк історичної реконструкції «Городище Оствиця»

На околиці міста зі сторони виїзду на Житомир працює Рівненський зоопарк, який вважається одним із найкращих в Україні.

## Рівне у літературі
Рівне описано у творах Короленка «Історія мого сучасника» та «У поганому товаристві».
Американський письменник Джон Рід змалював Рівне у нарисі «Оптимістичне паломництво». Він перебував у місті у 1915 році як військовий журналіст.
Рівному присвячена книга Ірванця «Рівне/Ровно».
Також в місті Рівне проходять події книги "Діти підземелля"
Сер Мартін Гілберт, відомий британський історик-архівіст, згадує місто Рівне у розділі 6, книги «Перша Світова війна» (The First World War).

## Спорт
Найпопулярнішими командними видами спорту серед містян є спідвей, футбол (ФК Верес) та мініфутбол. Також тут користуються популярністю футзал (МФК «Кардинал-Рівне»), баскетбол (раніше БК-93 «Пульсар», з 2017 БК «Рівне»), волейбол («Регіна-МЕГУ»), регбі (РК «Рівне»), бейсбол («Західний вогонь»), хокей (ХК «Фаворит») тощо.[джерело?]
У Рівному із 4 по 18 вересня 2011 р. проходив Чемпіонат світу із шашок — серед 100 жінок. У змаганнях взяли участь спортсменки з України, Росії, Нідерландів, Білорусі, Латвії, Китаю, Литви, Польщі, США та Узбекистану. Специфікою змагань було те, що учасниці грали на сучасних електронних шашкових дошках, що дало можливість транслювати змагання в онлайн режимі.
Варто зауважити, що у 1997 році Рівне приймало Чемпіонат світу з шашок—64 серед чоловіків.

## Релігія

### Християнство
Православна церква України
- Свято-Троїцька церква
- Свято-Покровський кафедральний собор
- Свято-Воскресенський собор
- Свято-Воскресенська церква
- Церква 40-ка мучеників Севастійських
- Церква праведної Юліани Ольшанської
- Церква преподобного Сергія Радонезького[57][58]

Українська греко-католицька церква
У Рівному діє Собор Святого Миколая Чудотворця.
Римо-католицька церква
- Костел святих Петра і Павла

Протестантизм
Баптизм
- Церква «Преображення»
- Перша Рівненська церква
- Церква «Благодать»
- Церква «Надія»

П'ятидесятники
- Церква «Світанкова зоря»
- Церква «Добрий самарянин»
- Церква «Божого Спасіння»

Свідки Єгови
- Зал Царства Свідків Єгови

Українська православна церква (Московський патріархат)
- Церква всіх Волинських святих
- Церква святого Пантелеймона
- Церква Миколая Чудотворця
- Церква Успіння Богородиці
- Храм святих первоверховних апостолів Петра і Павла
- Свято-Георгіївське подвір'я Свято-Миколаївського Городоцького жіночого монастиря

## Транспорт

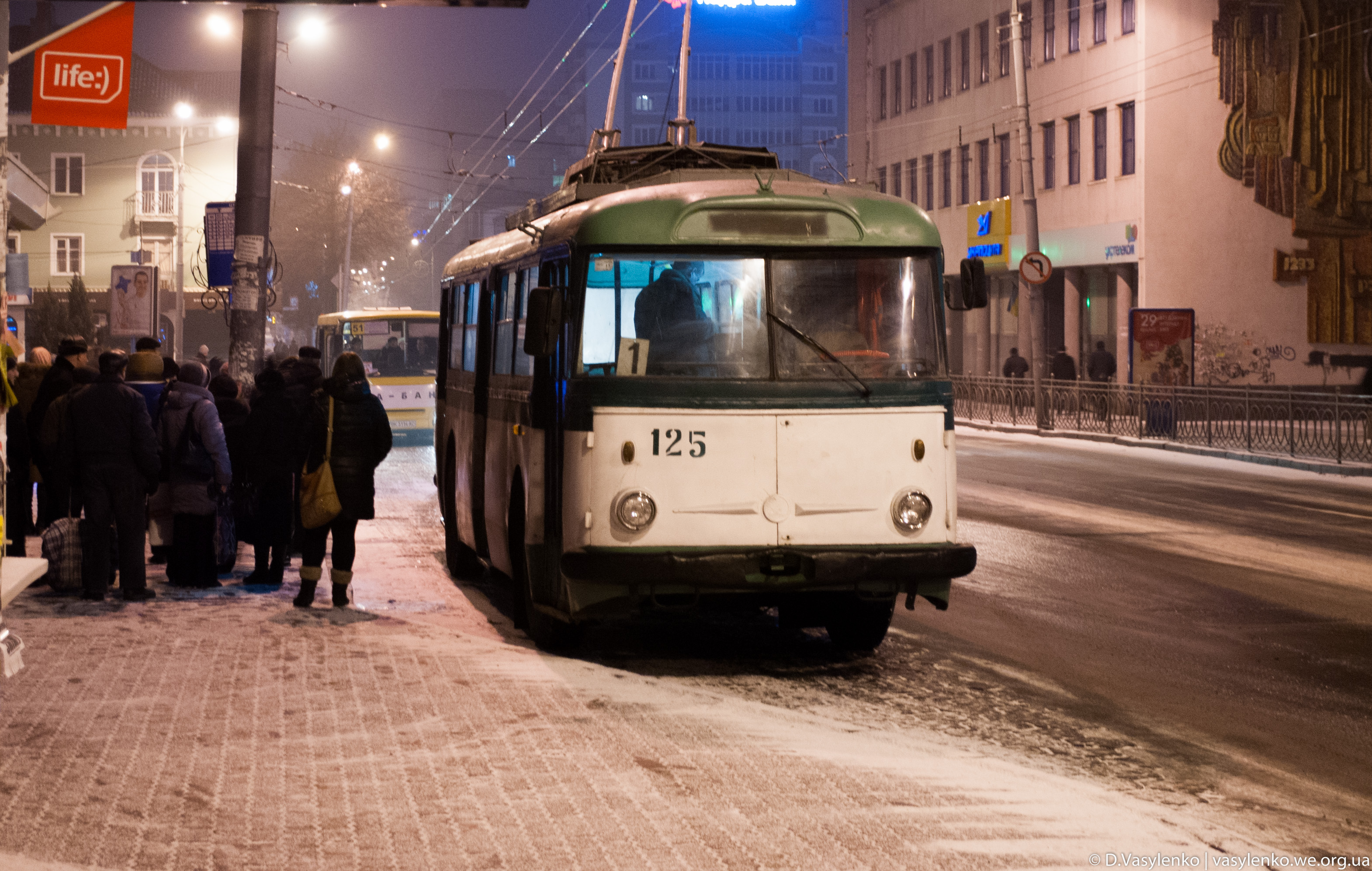
У Рівному, на центральній вулиці у 2014 можна було побачити тролейбуси давнішніх моделей —Škoda 9Tr; станом на липень 2020 року їх експлуатація триває.

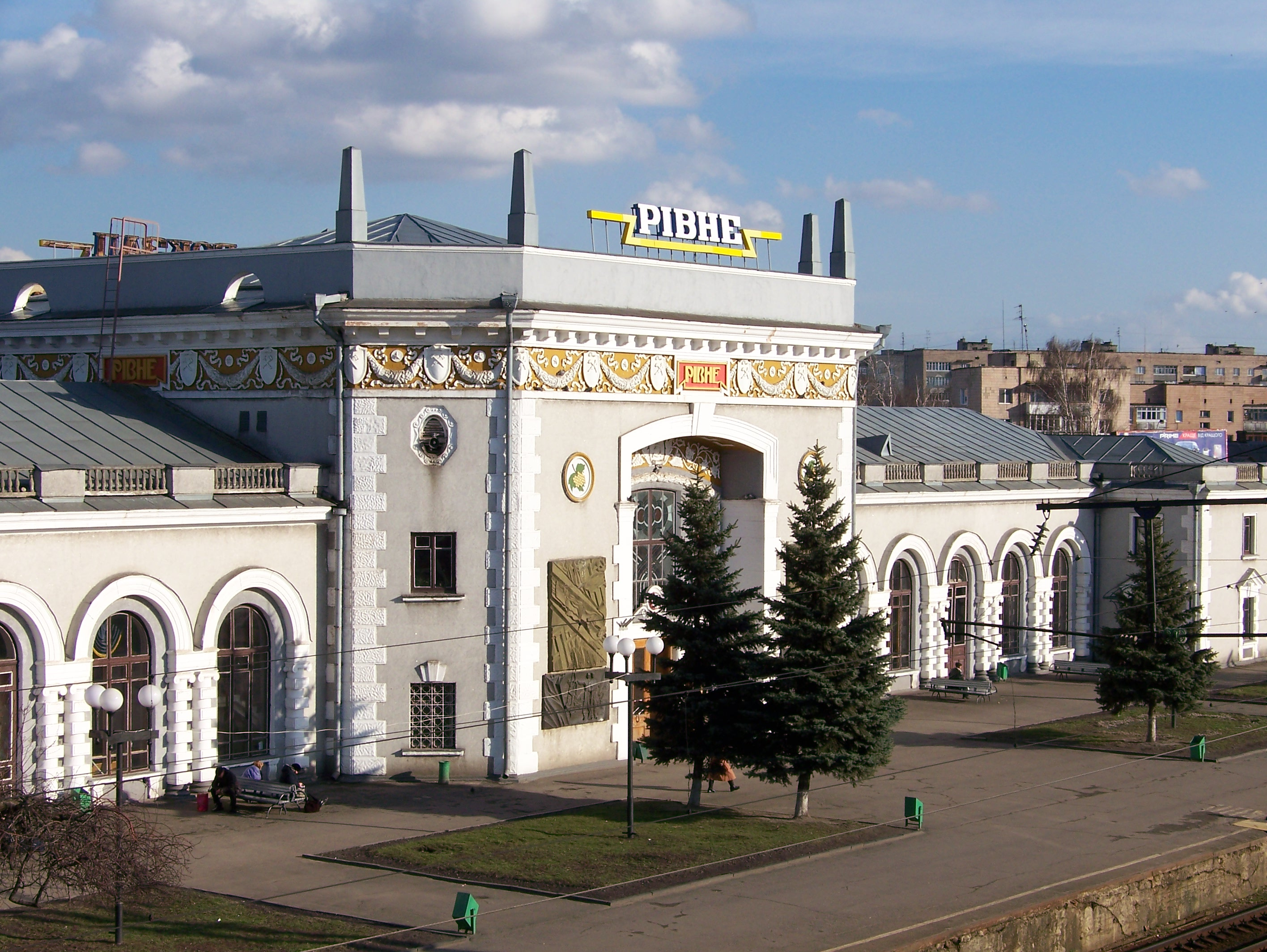
Станція та залізничний вокзал Рівне

Рівненський тролейбус відкрито 24 грудня 1974 року. Тепер наявні 12 маршрутів, у тролейбусному парку перебуває 78 машин. У 2011 році тролейбусами міста було перевезено 27 371 тис. осіб, що на 8 % менше ніж у 2010 році, коли було перевезено 29 761 тис. пасажирів. У грудні 2016 придбано перший дуобус. У січні 2020 року, в місті запустили перші 5 екоавтобуси (місткістю 84 людини). З 2025 року в місті розпочалося впровадження електронного квитка.
Автобусне сполучення забезпечують автовокзал «Рівне» та «Чайка» (здебільшого здійснюються рейси в Сарненському напрямку). Міський аеропорт розташований на відстані 8 км від центру Рівного, практично в межах міста. Біля аеропорту проходять автомобільні магістралі (зокрема E40), що дає можливість за лічені хвилини дістатись до залізничного вокзалу, автовокзалу та центру міста. Через місто проходять автошляхи:
- Київ — Житомир — Рівне — Дубно — Львів — Чоп (М06, частина E40)
- Рівне — Луцьк — Устилуг (Н22)
- Старокостянтинів — Острог — Здолбунів — Рівне — Сарни — Житковичі (Білорусь) (Н25) та Рівне — Тучин — Гощу — Вельбівно (Р77).

Рівне — пасажирська та вантажна залізнична станція, що підпорядкована Рівненській дирекції Львівській залізниці. Рух нею було відкрито 23 липня 1873 року. Станція Рівне розміщена на лінії Здолбунів — Ковель. На станції зупиняються усі потяги далекого сполучення, що проходять через неї та приміські потяги. До станції курсують також регіональні електропотяги з Києва та Львова та регіональний потяг локомотивної тяги Ковель — Тернопіль (через Луцьк, Здолбунів — Красне).

## Відомі люди, пов'язані з містом
- Барда Наталія Володимирівна — радянська та українська спортсменка; майстер спорту СРСР, майстер спорту України міжнародного класу.
- Богачук Олександр — український поет, журналіст.
- Боровий Євген Максимович — український хірург, доктор медичних наук, заслужений лікар України, відмінник охорони здоров'я.
- Булавський Василь Тихонович — перший обласний провідник ОУН Донеччини у жовтні-листопаді 1941, політичний референт Військового Округу УПА «Богун»
- Бурківський Олександр Оттович — генерал-хорунжий Армії УНР.
- Вертелецький Володимир Євгенович — лікар-генетик, член Національної медичної академії Аргентини, почесний член НАНУ (2003).
- Віногоров Владислав (справжнє ім'я Владислав Олександрович Рябенко) — письменник, який працює в жанрі наукової фантастики.
- Волошин Ростислав — псевдо «Павленко», «Горбенко», співорганізатор УПА, полковник, командант запілля УПА, член бюро ОУН, Голова президії Великого Збору УГВР, Генеральний Секрерар Внутрішніх справ УГВР., нагороджений Золотим Хрестом Заслуги
- Вротновський-Сивошапка Костянтин Германович — полковник, голова Української військової ветеринарної управи, член Української Ради військових депутатів, член Української Центральної Ради.
- Гаєвський Стефан Юхимович — писар головного інтендантства 4-ї Київської дивізії Армії УНР, Герой Другого Зимового походу
- Гирак Андрій Миколайович — український анестезіолог, заслужений лікар України.
- Гончар Сергій — український велогонщик.
- Гурістюк Олександр — український художник, який нині живе і творить у Рівному.
- Давидюк Тарас Дмитрович — пластун, журналіст, громадський діяч, педагог, військовослужбовець, учасник російсько-української війни.
- Дацюк Тамара Вячеславівна — лікар-педіатр, заслужений лікар України.
- Євдокимов Ярослав Олександрович — співак (баритон), заслужений артист Російської Федерації, народний артист Білорусі[64].
- Задерацький Всеволод Петрович — український та російський композитор, піаніст. Народився у Рівному.
- Зайцева Емма Іванівна — заслужений діяч мистецтв України, український театральний художник, яка нині живе і творить в Ужгороді.
- Залевська Євгенія — українська письменниця, журналістка, громадська діячка.
- Ушер Зібес — польський рабин.
- Зільберфарб Моше — політичний діяч і письменник, Генеральний Секретар із єврейських справ Української Народної Республіки.
- Зінкевич Яна — український доброволець-медик. Начальник Медичного управління та реабілітації бійців «Добровольчого українського корпусу» під час війни на сході України. Народний Герой України.
- Іжик Михайло — український лінгвіст, сходознавець, автор першого в історії індонезійсько-українського словника.
- Ірванець Олександр — український письменник.
- Каганов Михайло Іванович — музикант, композитор, педагог, автор багатьох пісень про Рівне.
- Капустян Олексій Віталійович — сержант Збройних сил України, учасник російсько-української війни.
- Кльонов Олексій Володимирович — полковник медичної служби Збройних сил України, учасник російсько-української війни, заслужений лікар України.
- Кондратьєв Олександр — російський письменник, поет, перекладач, критик.
- Короленко Володимир — російський та український письменник, журналіст, публіцист і громадський діяч.
- Косміаді Георгій, учень Сєрова Валентина Олександровича, художник, викладач. Емігрував у Німеччину, головний художник Гамбурзького театру опери і балету.
- Костін Олексій — радянський вчений, дослідник
- Костомаров Микола Іванович — російський та український історик, публіцист, поет, мислитель, громадський діяч, один із керівників Кирило-Мифодіївського товариства.
- Кравчук Леонід Макарович — перший президент України
- Куліш Іван Фомич — український російськомовний поет
- Кульчинська Ольга Сергіївна — українська оперна співачка.
- Липовецький Іван Прохорович — сотник Армії УНР[65].
- Луценко Юрій — український політик.
- Маркарова Оксана Сергіївна — українська фінансистка та державна діячка.
- Марко Ігор Іванович — український спідвейний гонщик, чемпіон Європи серед юніорів (1986).
- Млада Липовецька — українська культурна діячка в Італії.
- Мізерний Анатолій — фотохудожник, фотограф, журналіст.
- Міщенко Сергій Олександрович — колишній президент національної федерації фехтування України, перший віце-президент національної федерації фехтування України (2021), почесний член Національного Олімпійського Комітету, заступник голови організаційного комітету з підготовки та проведення в м. Київ чемпіонату Європи з фехтування 2008 року.
- Морозенко Марія — письменниця, поетеса, автор історичних драм «Княгиня Ольга», «Князь Святослав», дилогії про Івана Сірка.
- Носаль Михайло Андрійович — відомий фітотерапевт, почесний громадянин м. Рівне (2004 р.).
- Ольжич Олег — український поет, археолог і політичний діяч; очільник Революційного Трибуналу ОУН, член ПУН; син Олександра Олеся.
- Орлик Григор — учасник Національно-Визвольних змагань, син гетьмана Пилипа Орлика[66].
- Панащук Людмила Олександрівна — заслужений працівник культури України[67].
- Пасічник Ігор — ректор Національного університету «Острозька академія», доктор психологічних наук, професор кафедри психолого-педагогічних дисциплін, академік Міжнародної слов'янської академії наук та АН ВШ України, заслужений працівник народної освіти України, ветеран праці, герой України.
- Підгурська Оксана Петрівна — українська волейболістка; майстер спорту України.
- Поліщук Віктор Миколайович — лікар-хірург, педагог, доктор медичних наук, засновник Рівненського обласного клінічного лікувально-діагностичного центру.
- Поліщук Федір Аврамович — лікар, дитячий хірург-уролог, засновник дитячої урологічної служби в Рівненській області.
- Пруський Віктор Федорович — молодший сержант Збройних сил України, учасник російсько-української війни.
- Романчук Михайло — український плавець, чемпіон Європи (2018), бронзовий призер Олімпійських ігор 2020 року.
- Рибак Олег Васильович — лікар-анестезіолог відділення анестезіології та інтенсивної терапії КНП «Центральна міська лікарня» РМР, військовий лікар, учасник російсько-української війни.
- Рудницька Анжеліка — віцепрезидент мистецької агенції «Територія А», шеф-редактор програм Першого національного телеканалу, член Громадського фонду Святого Андрія Первозванного, заслужена артистка України.
- Самчук Улас — класик української літератури, член уряду УНР на вигнанні.
- Василь Селезінка — актор, письменник, журналіст, театральний і телевізійний режисер, театральний критик, краєзнавець, громадський діяч. Заслужений діяч мистецтв України.
- Сеницька Лідія — російська письменниця, поет, критик, перекладач.
- Синько Михайло Семенович — учасник Другої Світової війни, Герой Радянського Союзу.
- Смородський Петро — адміністративний полковник Армії УНР, начальник штабу УПА Поліська Січ Тараса Бульби-Боровця.
- Солтановський Автоном — український педагог і мемуарист родом зі східного Поділля.
- Стельмах Володимир Володимирович (1995—2022) — український регбіст, старший лейтенант Збройних сил України, учасник російсько-української війни. Герой України (посмертно).
- Степура Григорій — український громадський і політичний діяч.
- Теліга Олена — українська поетеса, літературний критик, діяч української культури, член ОУН.
- Тимощук Михайло Петрович — старший лейтенант Збройних сил України, учасник російсько-української війни.
- Федонюк Лариса Ярославівна — український науковець.
- Федчук Павло Петрович (1991—2023) — старший солдат Збройних Сил України. Учасник російсько-української війни.
- Хасевич Ніл — український художник, графік, активний громадський і політичний діяч, член Організації українських націоналістів і Української головної визвольної ради.
- Цехмістренко Григорій Віталійович — канадський громадський активіст, медик-доброволець українського походження, військовослужбовець Інтернаціонального легіону ТрО Збройних сил України, учасник російсько-української війни.
- Цупер Алла Петрівна — білоруська фристайлістка, олімпійська чемпіонка.
- Червоній Василь Михайлович — український політик.
- Чуйкевич Петро — український педагог, етнограф.
- Шарлай Михайло Михайлович — заслужений лікар України та заслужений лікар УРСР.
- Шморгун Євген — письменник, видавець, краєзнавець, громадський діяч.
- Штаєрман Михайло — український графік.
- Ярмолюк Руслан Федорович — український журналіст.
- Ярунський Сергій — композитор, диригент, філософ. У 1989—1991 роках навчався в Рівненському інституті культури.

## Міста-побратими
У Рівного 18 партнерських міст.
Угоду про партнерство підписано з:
- Пйотркув-Трибунальський (Польща) (1997)
- Забже (Польща) (2001)
- Зволен (Словаччина) (1998)
- Відін (Болгарія) (поновлено 2001)
- Сіверськодонецьк (Україна) (2007)
- Радомщанський повіт (Польща) (2013)
- Люблін (Польща) (2013)
- Кобулеті (Грузія) (2016)
- Єлєня Гура (Польща)  (2022)
- Ессен (Німеччина) (2023)
- Панков/Берлін (Німеччина) (2023)
- Федерал Вей (США)
- Куп’янськ (Україна) (2024)
- Лунд (Королівство Швеція) (2024)

Протокол намірів про співпрацю підписано з:
- Ґданськ (Польща) (2010)
- Оберфіхтах (Німеччина) (2006)

Меморандум про співробітництво підписаний з:
- Монако (2015)
- Іст- Брансвік (США) (2022)

## Виноски
1. ↑  http://db.ukrcensus.gov.ua/PXWEB2007/ukr/publ_new1/2022/zb_Сhuselnist.pdf
2. ↑  http://db.ukrcensus.gov.ua/PXWEB2007/ukr/publ_new1/2022/zb_Сhuselnist.pdf
3. ↑  Рішення РОР від 12 червня 2015 року № 1468 «Про перспективний план формування територій громад Рівненської області»
4. ↑  Старе місто. Рівне історичне. 1496 рік - перша писемна згадка про замок та Рівне у статусі міста в Волинському короткому літописі. Процитовано 18 червня 2022.
5. ↑  Клімат Рівного. Архів оригіналу за 2 березня 2021. Процитовано 6 грудня 2016.
6. ↑  Історія Рівного. travel.rv.ua (укр.). travel.rv.ua - туристичний сайт міста Рівне. Архів оригіналу за 14 січня 2019. Процитовано 29 січня 2019.
7. ↑  Археологи виявили у Рівному садибу представника місцевої знаті часів Русі. Zaxid.net. 31 жовтня 2023. Архів оригіналу за 5 листопада 2023. Процитовано 7 листопада 2023.
8. ↑  Archiwum książąt Lubartowiczów Sanguszków w Sławucie. — T. I: 1366—1506 / Pod kierownictwem Z. L. Radzimińskiego. — Lwów, 1887. — S. 53—54(ст.-слов.)
9. ↑  Прищепа, Олена (2006). Вулицями Рівного: погляд у минуле. с. 223. ISBN 966-8424-41-7.
10. ↑  15 березня 1644 року – випис з луцьких гродських книг екстракту з красноставських гродських книг про відмову Гризельдою Вишневецькою від маєтностей на користь її брата Яна Замойського, третя частина яких дісталась їй у спадок після смерті її матері, Катерини Замойської (Острозької). Історія Рівненщини. Першоджерела. Процитовано 5 грудня 2023.
11. ↑  22 лютого 1668 року – запис до луцьких гродських книг екстракту із книг варшавських сеймових, коронних в якому вписане підтвердження заставного запису від 30 жовтня 1666 року, містечок Рівного та Олександрії та сіл Тинного, Басового Кута та Нового Двору від Гризельди Вишневецької та Станіслава Конєцпольского для Олександра Цетнера. Історія Рівненщини. Першоджерела. Процитовано 5 грудня 2023.
12. ↑  J. Kowiecki. Lubomirski Józef herbu Szreniawa (1751—1817) / Polski Słownik Biograficzny.— Wrocław — Warszawa — Kraków — Gdańsk, 1973.— Zakład Narodowy Imienia Ossolińskich, Wydawnictwo Polskiej Akademii Nauk. — Tom XVIII/1, zeszyt 76.— S. 28. (пол.)
13. ↑  Як виглядало Рівне 100 років тому (ФОТО). Радіо ТРЕК. Архів оригіналу за 17 грудня 2019. Процитовано 17 грудня 2019.
14. ↑  Tadeusz Przybylski.  Lubomirski Kazimierz (1813—1871) / Polski Słownik Biograficzny.— Wrocław — Warszawa — Kraków — Gdańsk, 1973.— Zakład Narodowy Imienia Ossolińskich, Wydawnictwo Polskiej Akademii Nauk. — Tom XVIII/1, zeszyt 76.— S. 30. (пол.)
15. ↑  Старе місто. Рівне історичне - детально про купівлю землі у Станіслава Любомирського для побудови військового містечка. Процитовано 12 червня 2022.
16. ↑  Rozporządzenie Ministra Spraw Wewnętrznych z dnia 31 października 1933 r. o zmianie granic miasta Równe w powiecie rówieńskim, województwie wołyńskiem (пол.). Архів оригіналу за 26 грудня 2016.
17. ↑  Як виглядало Рівне у часи німецької окупації (ФОТО). Радіо ТРЕК. Архів оригіналу за 17 грудня 2019. Процитовано 17 грудня 2019.
18. ↑  Russland, Rowno. Bundesarchiv (нім) . 1940/1942. Процитовано 12.12.2019.
19. ↑  Постанова Верховної Ради УРСР від 11 червня 1991 року № 1183-XII «Про приведення назви міста Ровно і Ровенської області у відповідність до правил українського правопису»
20. ↑  Алея кованих металевих скульптур на Лебединці в Рівному. goldenpages.rv.ua (ua) . Архів оригіналу за 30 липня 2021. Процитовано 30 липня 2021.
21. ↑  Російська ракета влучила у Рівненський аеропорт. ТСН (ua) . Процитовано 25 лютого 2022.
22. ↑  Телевежа на Рівненщині: кількість жертв збільшилась, постраждалі - в лікарні (ВІДЕО). Рівненщина. Новини - Новини Рівного. Відео on-line. Все про телекомпанію - Телеканал «Рівне 1». Телевежа на Рівненщині: кількість жертв збільшилась, постраждалі - в лікарні (ВІДЕО). Рівненщина. Новини - Новини Рівного. Відео on-line. Все про телекомпанію - Телеканал «Рівне 1» (укр.). Процитовано 16 березня 2022.
23. ↑  Скільки переселенців прийняли Рівненщина. Офіційні дані. Рівненська обласна державна адміністрація (укр.). 03 червня 2022. Процитовано 3 червня 2022.
24. ↑  До Рівного переїхали викладачі та студенти Луганського університету (укр.). Процитовано 15 липня 2022.
25. ↑  До Рівного переїхав Луганський обласний онкодиспансер (укр.). Процитовано 17 квітня 2022.
26. ↑  Дві мерії у Рівному: до міста переїхав персонал військової адміністрації містечка Кремінна (укр.).
27. ↑  Офіційний сайт міського голови Рівного Володимира Хомка. Архів оригіналу за 22 лютого 2019.
28. ↑  З історії міського самоврядування м. Рівне. Архів оригіналу за 14 вересня 2016. Процитовано 27 липня 2016.
29. ↑  Як називаються райони міста Рівного? | ОГО. ogo.ua. Процитовано 22 червня 2023.
30. ↑  Депутати Рівненської міської ради затвердили нові назви для 50 вулиць нашої громади. rivne1.tv. 13 липня 2022.
31. ↑  Комфортне містечко «Гармонія». harmony.rv.ua.
32. ↑  Cities & towns of Ukraine. pop-stat.mashke.org. Архів оригіналу за 21 червня 2013. Процитовано 11 грудня 2021.
33. ↑  Національний склад міст України за переписом 2001 року — datatowel.in.ua
34. ↑  В. М. Кабузан — Украинцы в мире. Динамика численности и расселения 20-е годы XVIII века — 1989 год. [Архівовано 7 липня 2015 у Wayback Machine.]
35. 1 2  Про кількість та склад населення Рівненської області за підсумками Всеукраїнського перепису населення 2001 року. Архів оригіналу за 22 вересня 2016. Процитовано 3 травня 2015.
36. ↑  Рідна мова населення міст України за переписом 2001 року — datatowel.in.ua
37. ↑  Рідні мови в об'єднаних територіальних громадах України — Український центр суспільних даних
38. ↑  Про забезпечення функціонування української мови як державної. Архів оригіналу за 2 травня 2020. Процитовано 25 березня 2020.
39. ↑  Восьме всеукраїнське муніципальне опитування (Квітень – Травень 2023) – соціологічна група «Рейтинг»
40. ↑  Дев'яте всеукраїнське муніципальне опитування (Квітень – Травень 2024) — соціологічна група «Рейтинг»
41. ↑  Рівненський природничо-математичний ліцей "ЕЛІТАР".
42. ↑  Українське ефірне радіомовлення | ProRadio.Org.Ua. www.proradio.org.ua. Архів оригіналу за 9 березня 2021. Процитовано 11 грудня 2021.
43. ↑  Ефірне радіомовлення в Україні. Архів оригіналу за 3 жовтня 2013. Процитовано 3 вересня 2015.
44. ↑  Радіостанції України. www.chicagua.com. Архів оригіналу за 25 липня 2020. Процитовано 11 грудня 2021.
45. ↑  Ukraine-fm.com. ukraine-fm.com. Архів оригіналу за 29 січня 2020. Процитовано 11 грудня 2021.
46. ↑  «Рівненська Філія Концерну РРТ». Архів оригіналу за 24 вересня 2015. Процитовано 3 вересня 2015.
47. ↑  «Збереження річки Устя – запорука здорового і красивого європейського міста». Рівненська Мала академія наук учнівської молоді (укр.). 29 липня 2024. Процитовано 16 травня 2025.
48. ↑  "Красавіца терпіти не буде": патріотичний мурал у Рівному (укр.), процитовано 25 травня 2022
49. ↑  У Рівному відкрито Бурштиновий музей. ua.korrespondent.net (рос.). Архів оригіналу за 26 серпня 2010. Процитовано 25 травня 2022.
50. ↑  На Лебединці у Рівному створюють нову локацію. rivne-future.com.ua (укр.). Архів оригіналу за 29 вересня 2020. Процитовано 31 серпня 2020.
51. ↑  Пам'ятки природи на софіційному сайті Рівненської обласної державної адміністрації. Архів оригіналу за 4 червня 2010.
52. ↑  [ttp://wikimapia.org/188134/uk/Парк-ім-Шевченко Центральний міський парк імені Т. Г. Шевченка - Рівне | рослинність, зелені насадження, споруда 1939 року]. wikimapia.org (укр.). Процитовано 25 травня 2022.
53. ↑  Сербін, Г. П. (1980). Ровенщина туристська: Путівник. Львів: Каменяр. с. 166.
54. ↑  Кардинал – Рівне – Футзальний клуб Рівного (укр.). Архів оригіналу за 7 серпня 2020. Процитовано 2 липня 2020.
55. ↑  Про БК “Рівне”. Баскетбольний клуб "Рівне" (укр.). 12 грудня 2017. Архів оригіналу за 19 вересня 2020. Процитовано 2 липня 2020.
56. ↑  Учасниці чемпіонату світу з шашок грають на спецдошках. Архів оригіналу за 11 грудня 2011. Процитовано 5 вересня 2011.
57. ↑  Рівненська облрада проголосувала за заборону діяльності УПЦ (МП)
58. ↑  У Рівному перша парафія перейшла до ПЦУ
59. ↑  Рівненська міськрада припинила право на користування земельними ділянками для УПЦ МП
60. ↑  Уривок кінохроніки: пуск першого тролейбуса в м. Рівне. Архів оригіналу за 26 червня 2014. Процитовано 20 січня 2014.
61. ↑  Перший дуобус у Рівному: що, куди й навіщо (ФОТО). РОДТРК. Архів оригіналу за 1 лютого 2017.
62. ↑  Рівне планує закупити нові низькопідлогові тролейбуси. Час-Дій. Інтернет-видання "Час-Дій". 21 травня 2020. Архів оригіналу за 12 грудня 2021. Процитовано 22 травня 2020.
63. ↑  Росоловська, Мар'яга (20 грудня 2024). Електронний квиток у Рівному: відомий переможець конкурсу, який запровадить його в 2025 році (Суспільне Рівне) .
64. ↑  Артист Ярослав Евдокимов рассказал «ОГ» о своих корнях: Культура: Облгазета. www.oblgazeta.ru (рос.). Архів оригіналу за 3 травня 2015. Процитовано 25 травня 2022.
65. ↑  Тинченко Я. Офіцерський корпус Армії Української Народної Республіки (1917—1921): Наукове видання. — К. : Темпора, 2007. — 244 с. — ISBN 966-8201-26-4.
66. ↑  Борщак І. Великий мазепинець Григор Орлик. Генерал-поручник Людовика XV (1742—1759) [Архівовано 13 серпня 2016 у Wayback Machine.]. — Ню-Йорк : Восьмий курінь УПС ім Григора Орлика, 1972. — 1972. — С. 19.
67. ↑  Указ президента України 71/2020. Архів оригіналу за 13 червня 2020. Процитовано 19 липня 2020.

### Цикл програм «Так було» про історію Рівного
- Рівне у 19 столітті. на YouTube
- Про музичну школу ім. Лисенка у Рівному. на YouTube
- Про Рівненську державну художню школу. на YouTube
- Про святкування 700-річного ювілею Рівного у 1983році. на YouTube
- Про підготовку до святкування 700-річного ювілею Рівного. на YouTube
- Визволення Рівного. на YouTube
- Неформальний рух. на YouTube
- Про художника і педагога Георгія Косміаді. на YouTube
- Рівненська дзвіниця на YouTube
- Магдебурзьке право на YouTube
- Перший політ над Рівним - 4 квітня 1912 року. на YouTube
- Баскетболіст Сергій Ліщук. на YouTube
- 100-річний Рівненський університет. на YouTube
- Рівненський футбол - три історії однієї перемоги. на YouTube
- Ігор Марко - рівненська зірка світового спідвею! на YouTube
- Від нагодованих коней до швидкісного інтернету: історія рівненської пошти. на YouTube
- Історія радіо. на YouTube
- Як народний спів робив щасливими попередні покоління?Рівненський композитор, диригент Микола Дацик. на YouTube